# 第十四世达赖喇嘛
吉尊降白阿旺洛桑益喜丹增嘉措師松旺覺聰巴密白德貝桑布（藏語：རྗེ་བཙུན་འཇམ་དཔལ་ངག་དབང་བློ་བཟང་ཡེ་ཤེས་བསྟན་འཛིན་རྒྱ་མཚོ་སྲིད་གསུམ་དབང་བསྒྱུར་མཚུངས་པ་མེད་པའི་སྡེ་དཔལ་བཟང་པོ་，1935年7月6日—），簡稱丹增嘉措（བསྟན་འཛིན་རྒྱ་མཚོ），男，藏族，青海西寧人，第十四世達賴喇嘛，西藏政治和宗教的象徵人物。在西藏文化中，為藏傳佛教格魯派的最高領袖，為諾貝爾和平獎獲獎者和藏人行政中央最高領導人。
丹增嘉措生於藏區安多西寧县祁家川（今青海省海東市平安區红崖村）的農民家庭，乳名拉木登珠。1937年，經過尋訪團遴選後，他被認定是第十三世達賴喇嘛的轉世靈童。隔年，西藏噶厦政府正式公開承認其為第十四世達賴喇嘛，中華民國國民政府同意免於「金瓶掣籤」。1940年2月22日，其舉行坐床典禮，繼位成為第十四世達賴喇嘛，並由熱振·圖旦絳白益西丹巴堅贊、達扎·阿旺松繞圖多旦巴傑增先後出任西藏攝政。
1950年11月17日，隨著中国人民解放军在昌都戰役中擊敗藏军，丹增嘉措提前亲政，執掌西藏的政教大權，並派代表与中央人民政府谈判，达成了和平解放西藏办法的协议（又称“十七条协议”）。他接觸馬克思主義，並在中華人民共和國政府擔任職務改革西藏制度。在1954年至1959年間，他擔任第一屆、第二屆全國人民代表大會常務委員會副委員長，也是中國人民政治協商會議全國委員會第一屆委員、第二屆常務委員，以及西藏自治區籌備委員會主任委員。1956年11月下旬，十四世达赖喇嘛应邀赴印度参加释迦牟尼涅槃2500周年纪念法会，於印度停留三个月。與周恩来會談後，于1957年4月1日返回拉萨繼續施政。1957年以后，主張反對“十七条协议”。1959年3月17日，流亡印度。隨後丹增嘉措在印度達蘭薩拉建立藏人行政中央政府，部分藏人追隨他而流亡海外，不過後來他到印度後，政治理念又逐漸變化，開始轉向推動西藏自治，但後來與中方多次談判均未果。
宗教上他對藏傳佛教的观点看法，經印度佛教的影響後，在西方獲得相當的敬重，除了新思維外，他長期在各地演講有關於西藏的政治，就西藏地位問題提出「五點和平計劃」。由於主張以非暴力方式磋商，他在1989年獲得諾貝爾和平獎。2011年，他宣布完全退休，自己將卸下所有職務與權力，移交給民主選舉產生的司政負責領導，結束了達賴喇嘛長期的政教合一傳統。爾後他很少碰觸西藏管理議題，淡出政治。不過在宗教方面他仍然積極活動，並在晚年宣布可能轉世將不限於西藏自治區內，而歷史至今，只有兩位達賴喇嘛並非出生於西藏。

## 達賴喇嘛

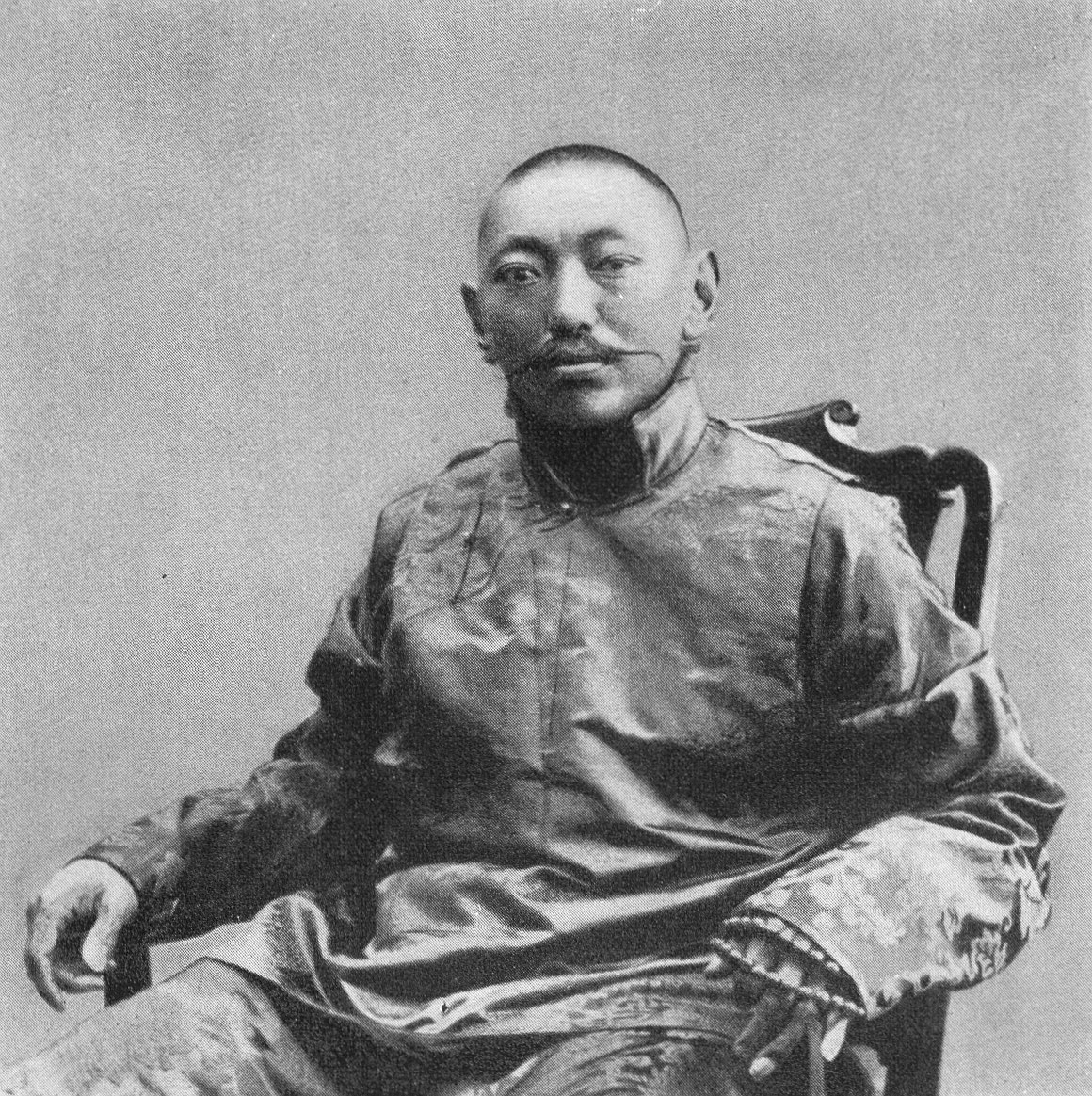
丹增嘉措被視為第十三世達賴喇嘛（圖中人物）的轉世靈童

作為第十四世達賴喇嘛，丹增嘉措（བསྟན་འཛིན་རྒྱ་མཚོ）的法名全稱為「吉尊降白阿旺洛桑益喜丹增嘉措師松旺覺聰巴密白德貝桑布」（རྗེ་བཙུན་འཇམ་དཔལ་ངག་དབང་བློ་བཟང་ཡེ་ཤེས་བསྟན་འཛིན་རྒྱ་མཚོ་སྲིད་གསུམ་དབང་བསྒྱུར་མཚུངས་པ་མེད་པའི་སྡེ་དཔལ་བཟང་པོ་），意譯是「文殊尊者語自在睿智良慧持法海總攝三界無敵軍具足吉祥賢德尊」。在過去，達賴喇嘛是藏傳佛教格魯派的重要僧侶，也是該派的實質領袖。達賴喇嘛被視為是聖觀音的化身。而在當前，除了作為格魯派的最高指導者外，對於其他藏傳佛教教派來說，達賴喇嘛也是藏傳佛教最高領導者，甚至被稱作藏傳佛教的「法王」。例如寧瑪派的流亡藏人索甲仁波切，便認為丹增嘉措是當前藏傳佛教的最高領袖。
在歷史上，過去除了格魯派外，其他藏傳佛教的教派並沒有統一的組織架構。而即便是在格魯派內部，達賴喇嘛和寺院之間的權力關係，也隨著時間變化有所不同，並不完全是由達賴喇嘛所組織領導的。最初幾世的達賴喇嘛並非格魯派的正式領袖，不過隨著格魯派的發展、以及與其他教派發生摩擦後，第二世達賴喇嘛首先成為教派的領袖，後來的第三世達賴喇嘛更追認轉世系譜，確立格魯派的團結象徵。而從1642年（第五世達賴喇嘛）到1959年期間，達賴喇嘛的傳統世俗職責還包括在甘丹頗章主持西藏政府。
因此，在西藏高原、蒙古高原在內的藏傳佛教地區，達賴喇嘛同時是具有影響力的宗教權威，以及統治西藏的政治領導人。雖然過去達賴喇嘛的統治，先後受到和碩特汗國（1642年至1717年）和大清帝國（1720年至1912年）的統治影響。不過1912年第一次驅漢事件中，西藏將清朝官兵驅逐出藏，並獲得事實上的獨立，第十三世達賴喇嘛便宣布與中國過去為「檀越關係」。1933年，第十三世達賴喇嘛圓寂後，西藏政府派出尋訪團尋找其轉世。

## 生平

### 早年生活

#### 家庭背景

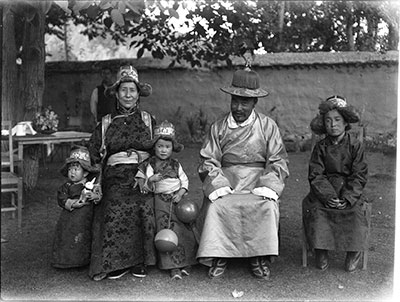
1947年，寧康德在拉薩拍下丹增嘉措家庭的成員照，包括父親祁卻才仁、母親德吉才仁和三個孩子

1935年7月6日，丹增嘉措在安多地區（青海省）塔澤村的一個農民和馬販家庭出生。這個安多地區小村莊位於傳統藏區邊境，約有20個農民家庭定居。丹增嘉措的家族出身土族，雙親並非貴族階級、而是與地主並無聯繫的小農，並住在典型的藏族住屋裡。他們擁有小塊的土地，自力耕種青稞、蕎麥和馬鈴薯，並混養數頭犏牛、約80頭綿羊和山羊、幾匹馬與一對氂牛。丹增嘉措是16個孩子中的第九個孩子，最大的孩子是姐姐達拉·次仁卓瑪，比他年長18歲。其大哥土登晉美諾布很早就被認定是高級喇嘛當彩活佛，被迎請到著名的塔爾寺。他後來被限制在塔爾寺時，其兩個兄弟因為是「承願轉世者」，已經在那裡學習成為喇嘛。
丹增嘉措原名為「拉莫頓珠」（ལྷ་མོ་དོན་འགྲུབ།），意思是「期盼充滿神性」。其母親後來告訴他，他從小時候就未曾顯現出怯生的樣子。在拉莫頓珠2歲多時，西藏噶廈政府根據事前預兆，派出3個尋訪小組前往東北方、東方和東南方，尋訪第十三世達賴喇嘛的轉世靈童。其中一個預兆是，在第十三世達賴喇嘛逝世後，遺體頭部原先朝向南方，後來卻轉往東北方，被視為是暗示轉世靈童的出生方向。後來高級喇嘛、西藏攝政熱振·圖旦絳白益西丹巴堅贊至聖湖拉姆拉錯觀湖，清晰「看見」水裡浮現「Ah」（ཨཿ）、「Ka」（ཀ）和「Ma」（མ）三個藏文字母，並出現一座有著綠藍色屋瓦與金色屋頂的三層樓寺院，再經過一條曲折小徑通到東面山丘，對面有一棟怪異造型「導水槽」、綠松石色屋簷的小屋。
熱振和大多數人確信「Ah」暗示著尋訪地點位在安多地區，因而派遣尋訪團至東北方。1937年，尋訪團抵達結古，與第九世班禪額爾德尼會面。第九世班禪額爾德尼提出3名候選男孩的姓名，但有兩位後來被排除。在拜訪第三位人選時，尋訪團開始覺得「Ka」指的是三層樓高、綠藍色屋頂的塔爾寺；在尋訪附近村落時，亦發現與觀湖結果相符合、屋頂上有結瘤杜松木幹的房子。尋訪團領袖結昌仁波切先是扮作僕人，卻被拉莫頓珠稱呼為「色拉喇嘛」。而在攜帶一些相似物件拜訪時，拉莫頓珠於任何情況下都能正確無誤地認出第十三世達賴喇嘛的個人用品，並拒絕選擇其他物品。

#### 前往拉薩

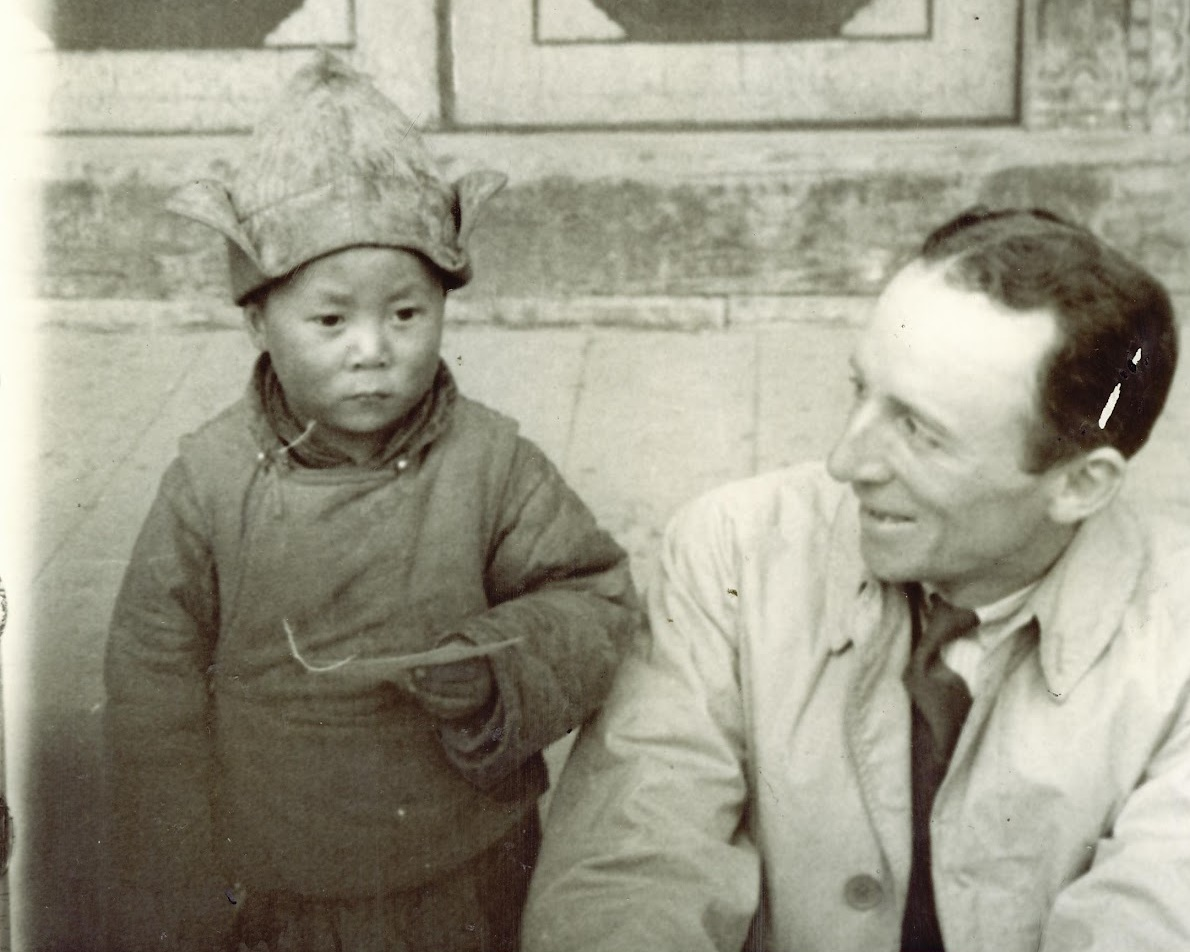
1939年，拉莫頓珠和阿奇博·斯蒂爾

從1936年起，馬步芳代理青海省政府主席，實際統治著青海省，而「馬家軍」亦獲得國民政府的支持。在前往塔澤村前，結昌仁波切曾先向馬步芳致意。但這讓馬步芳知道尋訪的事情，並把拉莫頓珠及其家人帶到他處。馬步芳和塔爾寺要求先認定拉莫頓珠為達賴喇嘛，否則拒絕讓拉莫頓珠離開。雖然結昌仁波切已經確定人選，西藏政府指示要把拉莫頓珠帶回拉薩做進一步的測試；西藏政府认为如果先行宣布拉莫頓珠為達賴喇嘛，国民政府將會堅持派遣大批軍隊護送，並留在拉薩拒絕撤出。
馬步芳後來收回要求，同意在交付法幣10萬元後，就允許尋訪團前往拉薩。結昌仁波切設法滿足贖金要求，但當他們抵達塔爾寺時，馬步芳再次要求另外繳出33萬美元的贖金，包括：政府官員、軍事部屬和塔爾寺各10萬美元，護送費2萬美元，馬步芳本人則收1萬美元。由於已經歷經2年的外交爭執，為了避免大批護送軍隊跟著進駐拉薩，西藏政府還是接受贖金的要求。最後位在拉薩的西藏政府經由穆斯林商人代表，向馬步芳支付贖金款項，西藏政府則事後連同利息償還。同時，印度政府則給予西藏進口特許權，幫助他們籌集贖金。
1938年12月，國民政府下令：「特派蒙藏委員會委員長吳忠信會同熱振呼圖克圖主持第十四輩達賴喇嘛轉世事宜。」到了1939年夏天，馬步芳在獲得大筆護送費後，派馬元海師長護送西藏政府的尋訪團帶著拉莫頓珠、其雙親和三哥達拉·洛桑三旦，動身前往西藏拉薩。在前往拉薩的路上，西藏攝政和民眾大會則完成轉世靈童的確認。當尋訪團離開馬步芳統治的地區，西藏政府便宣布拉莫頓珠為第十四世達賴喇嘛，正式公開承認此事。經過10個星期的旅途，拉莫頓珠在10月8日抵達拉薩，送往達賴喇嘛的夏宮羅布林卡（意即「珠寶邸園」）。

#### 接受教育
1940年2月22日，拉莫頓珠被送到西藏布達拉宮，舉行坐床儀式，正式升座成為达赖喇嘛，中國、尼泊爾、不丹、英屬印度、錫金等國則派代表參與。而在吳忠信建議下，國民政府同意其免於「金瓶掣籤」。西藏習俗中並無「主持人」一說，而中華人民共和國政府主張是由吳忠信主持達賴喇嘛轉世，理由包括中文電報中多次使用「主持」二字，亦明顯花費許多心力主持活動。這個說法遭到批評，達賴喇嘛否認吴忠信主持了轉世或坐床，茨仁夏加認為並沒有證據指出是由其主持，梅爾文·戈爾茨坦亦表示該說法不可信。後來丹增嘉措在拉薩大昭寺舉行剃髮儀式，剃度成為沙彌，開始達賴喇嘛的見習修行。
最初他與洛桑三旦一起接受閱讀、書法、背誦佛經等基本教育。大約在8歲時，洛桑三旦被送到私立學校，丹增嘉措只能趁著探訪與母親、姐姐和哥哥會面。這時他開始接受僧伽的教育課程，包括大五明及小五明。大五明是梵語、哲學、工藝、藏醫學及佛學，佛學包括般若、中觀、俱舍、律儀學、釋量論；小五明是詩學、戲劇學、占星學、詞藻學、聲律學。除了接受成為藏族精神領袖的教育外，他還被培植成為世俗領袖，但仍保有許多遊戲時間。其每年早春搬到羅布林卡，而在6個月後的冬天開始前，搬回布達拉宮，直到20歲出頭才開始永久住在羅布林卡。
在西藏拉薩時期，他還培養對於科學技術的長期興趣，著迷於鐘錶、望遠鏡、電影放映機、發條士兵、汽車等機械物品，並會拆卸修理。他曾用望遠鏡觀察月球，意識到月球只是有坑洞的岩石，而非親教師所說的會發出光芒的天體。1941年，達扎·阿旺松繞圖多旦巴傑增成為西藏攝政，但這時馬步芳的部隊經常攻擊拉卜楞寺。1942年，國民政府軍事委員會委員長蔣中正命令馬步芳召集穆斯林士兵，準備進軍西藏；後者遵從，調動幾千人部隊進入西藏邊境。1947年，熱振·圖旦絳白益西丹巴堅贊發動武裝政變失敗，在獄中逝世，當時丹增嘉措正由兩位稱廈訓練辯經。

### 統治西藏

#### 解放軍進藏

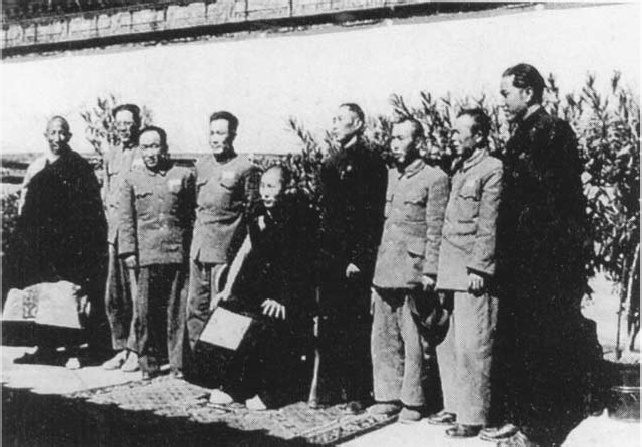
1951年11月，中國共產黨西藏工作委員會領導人前往拉薩市羅布林卡訪問丹增嘉措

1950年夏天，西藏在藏劇節前夕發生大地震。昌都總管拉鲁·次旺多吉三年任滿，8月底由阿沛·阿旺晉美接任，阿旺晉美認為無法抵抗解放軍，不再備戰。10月7日，已經建國1周年的中華人民共和國在廣播中宣稱將「和平解放西藏」。隨後中國人民解放軍發動昌都戰役，越過金沙江、持續向昌都進軍，阿沛·阿旺晉美及其手下士兵退路被包抄，最終投降。11月7日，噶廈向聯合國求援，要求出面調停。隨著解放軍進軍西藏，西藏內部和戰意見不一，摄政达扎和噶廈請示噶东、乃瓊神諭後，經西藏民眾大會同意，請丹增嘉措於11月17日提前亲政，正式執掌西藏的政教大權。隨後他暫居西藏南方的亞東。
1951年4月，西藏噶廈派出5人代表團，以阿沛·阿旺晉美為首，前往北京市和談。西藏政府代表團雖然沒有得到丹增嘉措的授權，5月23日仍和中國中央人民政府簽訂《中央人民政府和西藏地方政府關於和平解放西藏辦法的協議》，共有17條協議。該協議中明確規定中國政府統一處理西藏的涉外事宜，且不會強迫推動各項改革事宜，而由西藏政府自行處理改革事項。丹增嘉措在亞東與張經武會面後，8月17日返回拉薩。
噶廈拖了一個多月不願接受17條協議，9月28日召開民眾大會，多數認為協議不影響達賴喇嘛的權力，也不改變西藏的政治與宗教制度，建議達賴喇嘛接受協議。在張經武修改電文後，丹增嘉措於10月24日致電給中央人民政府委員會主席毛澤東，表示接受17條協議。第十世班禪額爾德尼和班禪堪布會議廳亦發表聲明。10月26日，中國人民解放軍進駐拉薩，深入江孜、日喀則等地。10月28日，丹增嘉措成為中國人民政治協商會議第一屆全國委員會委員。而隨著西藏政府與中國政府共同合作，後者開始考慮问题，逐渐停止西藏政府外交部(中國稱「外事局」以貶低其地位）活动，以中國外事机构取代，及在印度設置領事館等問題。1953年，丹增嘉措當選中國佛教協會名譽會長。

#### 嘗試合作

1954年9月11日，達賴喇嘛（右一）和第十世班禪額爾德尼（右三）前往北京市，參加第一屆全國人民代表大會，會前與中央人民政府主席毛澤東（右二）會面

1954年9月，第十四世達賴喇嘛和第十世班禪額爾德尼共同前往北京市，兩人先與毛澤東會面；隨後以西藏代表身分參加第一屆全國人民代表大會。1954年9月，他出席第一次会议讨论宪法草案，期间并发言。大会主要討論、通過首部《中華人民共和國憲法》。9月27日，丹增嘉措當選第一屆全國人民代表大會常務委員會副委員長，並持續任職至1964年。12月25日，他還擔任中國人民政治協商會議第二屆全國委員會常務委員。1955年2月9日，國務院全體會議第七次會議通過《國務院關於成立西藏自治區籌備委員會的決定》，決定由丹增嘉措擔任西藏自治區籌備委員會主任委員。
不過中國政府也在康區與安多引進土地改革，由此展開的階級鬥爭造成嚴重影響。1955年5月，趁着丹增嘉措從北京市返回西藏之際，阿樂群則等人分三批到康定、昌都和太昭遞交請願書，要求丹增嘉措領導西藏獨立運動。同時，丹增嘉措的經師洛桑益西·丹增嘉措、索康·旺欽格勒還以舉行佛事活動為名，分別在里塘、甘孜等地召集當地土司頭人和上層僧人，反對「民主改革」與中國共產黨，甚至發動武裝行動。6月29日，丹增嘉措回到拉薩後，阿樂群則等人則呈送匯報請願書，要求恢復「人民會議」地位。
對於阿樂群則等人的意見書，中國共產黨西藏工作委員會根據中央人民政府的指示，要求丹增嘉措和噶廈採取制止行動，認為這已經是反對達賴喇嘛和西藏地方政府的領導及國務院的決定。1956年4月22日，西藏自治區籌備委員會在拉薩正式成立，中央人民政府派遣以國務院副總理陳毅為團長的代表團，專程前往拉薩，向西藏各個民族的民眾表示祝賀，並代表國務院把西藏自治區籌備委員會的大印授予丹增嘉措。
到了11月，第十四世達賴喇嘛和班禪額爾德尼應印度政府的訪問邀請，參加釋迦牟尼涅槃2,500年紀念活動。丹增嘉措從日喀則出發，先前往錫金王国甘托克，隨後搭乘飛機至印度新德里。隨後，丹增嘉措曾向印度總理賈瓦哈拉爾·尼赫魯尋求可能的政治庇護。與此同時，中國國務院總理周恩來也前往德里，在1個月內與丹增嘉措數次會談。最後經過周恩來的說服和尼赫魯的保證後，丹增嘉措及主要隨行的官員先前往卡林邦，隔年2月15日返回西藏亞東，在4月1日回到拉薩。

#### 流亡印度
到了1957年，西藏地區的騷亂局勢已經無法控制。同年7月，在500名甘肅、西藏、四川、雲南等地成員集結下，反抗組織「四水六崗」曾向丹增嘉措獻上「金寶座」，後者則為代表們掛上哈達。1958年11月2日，為了因應中央人民政府的要求，丹增嘉措召集噶廈全體噶倫、三大寺堪布、藏軍司令、侍從堪布等人開會，要求全體西藏政府官員採積極態度來處理。而在11月5日的噶廈全體官員會議上，噶廈官員們除了討論如何平息混亂，也認定丹增嘉措不宜到北京市參加第二屆全國人民代表大會。
1959年，在默朗木祈願大法會期間，丹增嘉措在大昭寺進行年度的考試。最後他以優異的成績通過考試，獲頒最高級別的格西拉讓巴頭銜──相當於佛教哲學的博士學位。3月10日，由於中國方面邀請丹增嘉措看戲，藏族民眾包圍夏宮羅布林卡，懇求他拒絕這次邀請。西藏群眾隨後在拉薩等地展開反對中國的示威，雙方最終爆發武裝衝突。在西藏騷亂爆發之初，由於擔心生命安全，丹增嘉措和隨從們在四水六崗護送下，在3月17日離開西藏拉薩，流亡印度。

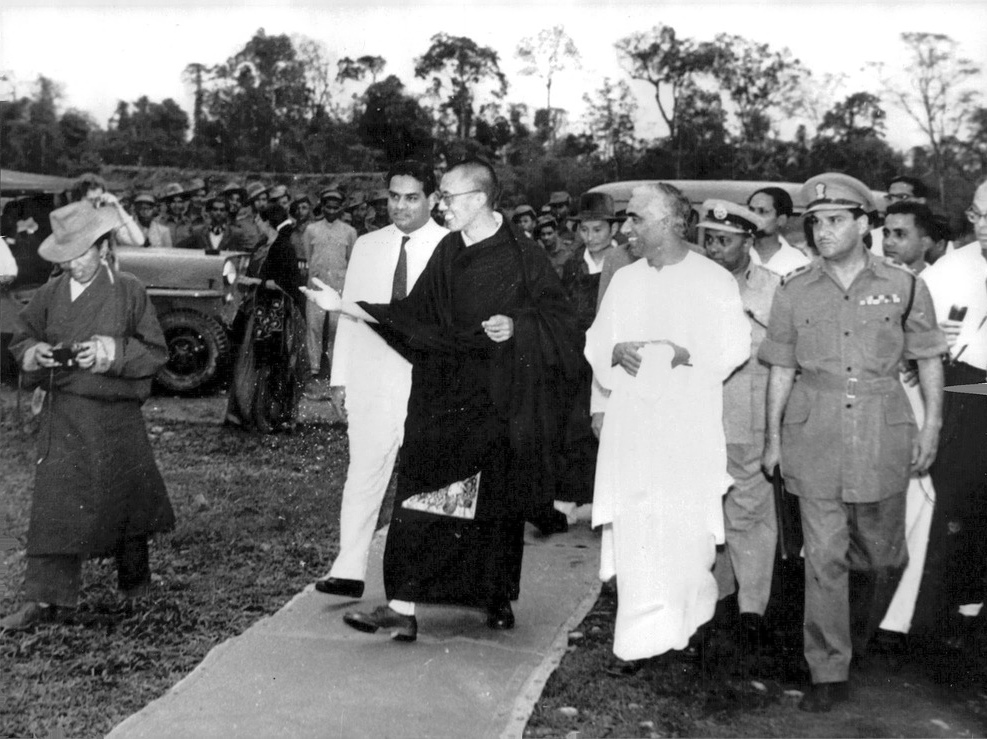
1959年，丹增嘉措在印度和P·N·梅昂 (外交官)會面，由約翰·托芬漢姆拍攝

同年3月30日，丹增嘉措越境進入印度北部，並在4月18日抵達阿薩姆邦泰茲普爾。在他與噶廈成員抵達印度後，藏人行政中央在喜瑪拉雅山脈山腰的達蘭薩拉運作。由於其龐大的影響力，往後約有100,000多名藏族追隨流亡海外，並定居在此。在1960年代，中央情報局還秘密計劃長期支持西藏獨立運動，以削弱蘇聯和中國等共產黨政府。西藏項目的年度資金預算超過170萬美元，主要提撥給藏人行政中央、訓練志願者及支付對抗中國的游擊隊隊員；相對地，西藏自治區政府在1952年的總收入僅有人民幣1,300萬元。

### 流亡政府

#### 建立基礎

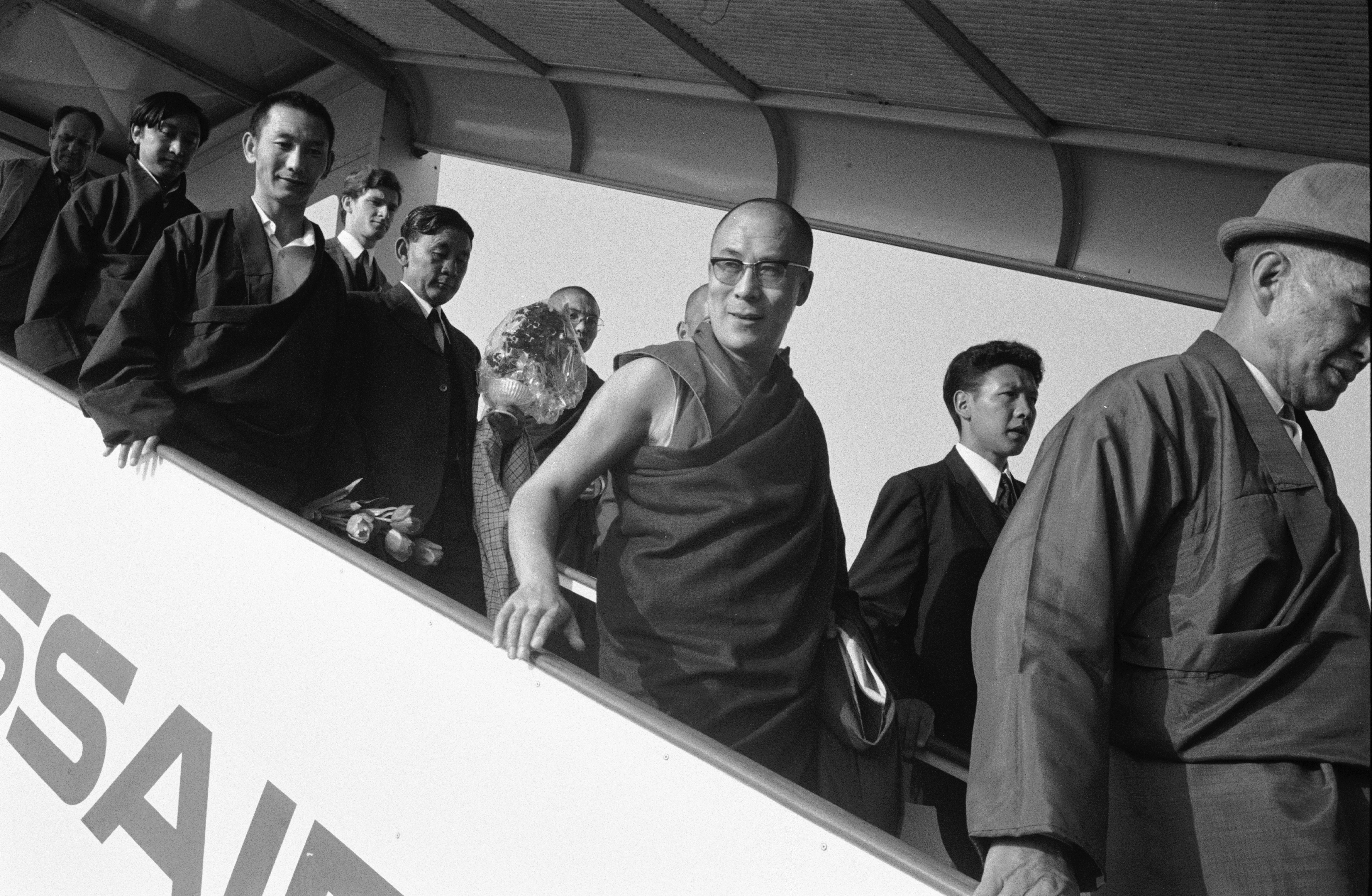
1973年10月，丹增嘉措抵達瑞士蘇黎世機場，身旁成員還有甲日·洛迪

1962年，流亡中的丹增嘉措宣布西藏民主憲法《流亡藏人憲章》，要將藏人行政中央轉為代表全體西藏人民的民主政府。由於丹增嘉措和美國向聯合國提出介入西藏問題的呼籲，聯合國大會在1959年、1961年和1965年通過決議，呼籲尊重西藏人民。他還創立藏族教育系統，教授藏族語言、歷史、宗教和文化。1970年，他在達蘭薩拉建立西藏檔案文獻圖書館，館內收藏80,000多份重要手稿與資料，涉及西藏歷史、政治、文化等方面，被視為世界上最重要的藏學機構之一。
相對地，在1959年4月至1965年1月，他仍擔任第二屆全國人民代表大會常務委員會副委員長，班禪額爾德尼則成為西藏自治區籌備委員會代理主任委員。1964年12月17日，中華人民共和國國務院全體會議第151次會議通過《關於撤銷達賴職務的決定》。爾後，中國共產黨中央委員會副主席鄧小平曾表示其可以返回中國，但「作為中國公民，我們的要求就一個──愛國」。1987年9月21日，他在美國華盛頓哥倫比亞特區向美國國會人權小組發表演講，就未來西藏地位問題提出「五點和平計劃」。1988年6月15日，他在法國史特拉斯堡的歐洲議會發表演說，也提出類似的建議。
根據《北京周報》對其出生地紅崖村的採訪報導，第十世班禪額爾德尼在1989年1月20日圓寂後，中國佛教協會曾要求其參加追悼會，但遭拒絕。隨後他認定更登確吉尼瑪為第十一世班禪額爾德尼，中國政府卻另外確認班禪額爾德尼·確吉傑布為轉世靈童。1996年，根據一家監督組織和西藏報紙報導，西藏政府開始禁止寺院和公共場所擺放任何流亡中的丹增嘉措「照片」。4月22日和4月23日，便衣警察在西藏自治區首府拉薩市的酒店和餐館，要求藏族移除相關照片。2000年，他協助噶舉派的第十七世噶瑪巴·伍金赤列多吉從西藏自治區逃往印度。

#### 爆發騷亂

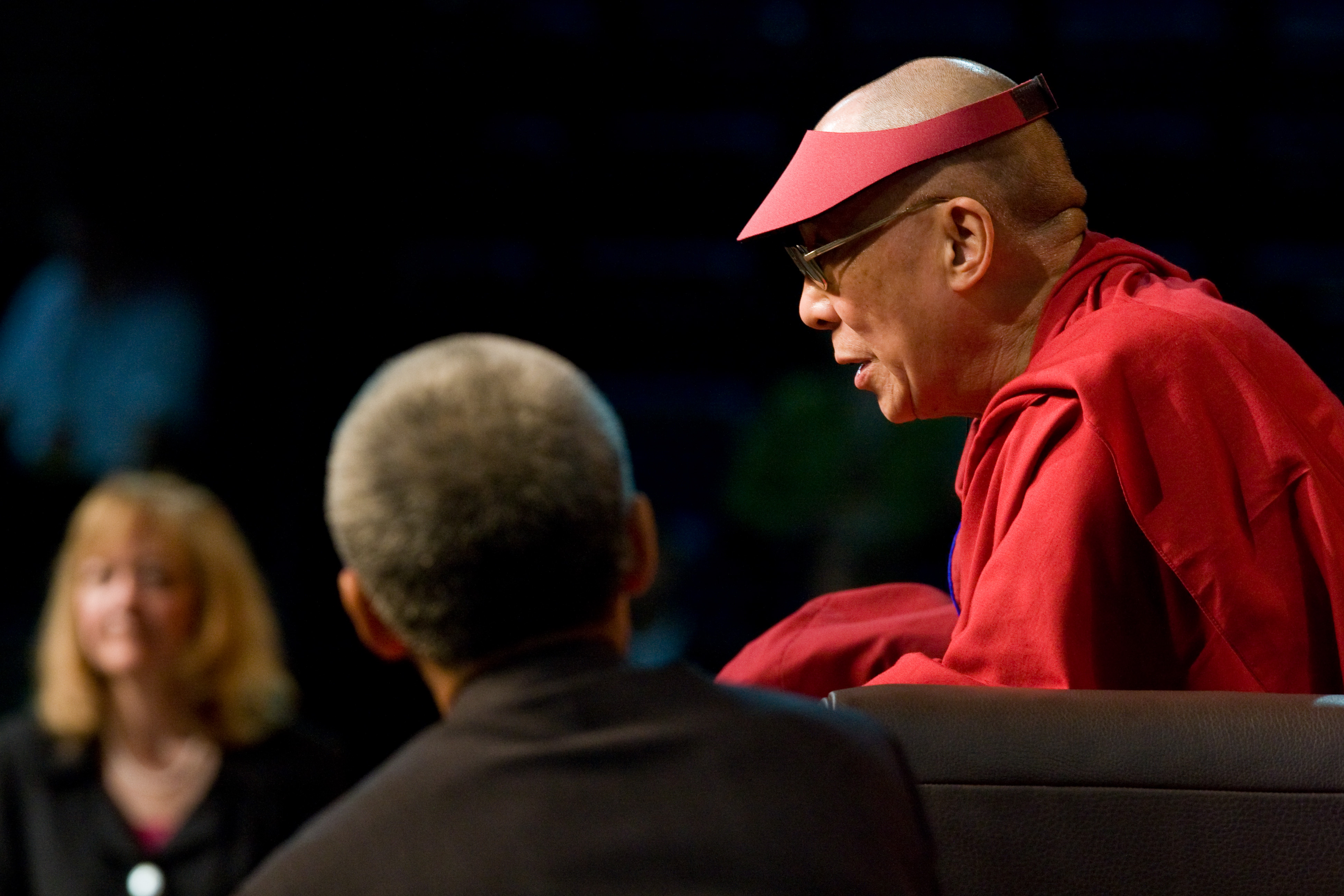
2008年4月20日，丹增嘉措訪問美國密西根大學

從2002年9月以來，其派遣的特使與中國政府就西藏問題進行多次會談，美國政府則表示歡迎雙方的會談。但在2004年10月，印度總理曼莫漢·辛格曾於會談中指出，不允許丹增嘉措在印度進行政治活動。2007年接受採訪時，他表示將從藏人行政中央的政治領導人退休，政治決策轉交給噶倫赤巴洛桑丹增。2008年，中國政府指責他試圖破壞該年在北京市舉辦的夏季奧林匹克運動會，包括流亡藏族在印度發動為期6個月的抗議活動，及支持自由西藏學生運動的英國威爾斯親王查爾斯計劃缺席開幕式等。
3月16日，西藏自治區拉薩市發生藏族襲擊漢族、掠奪商店等暴動。中國國務院總理溫家寶譴責騷亂「是丹增嘉措的組織煽動的」，重申其在「放棄西藏獨立、及承認臺灣是中國不可分割領土」的情況下，國務院願意開啟對話。而對於中國政府指責煽動騷亂，他否認曾經策動此事，並表示如果無法控制騷亂，將會完全從藏人行政中央的最高領導人引退。
相對地，他最初仍有意恢復與中國政府間的和平對話。但後來在日本回應說，已經對和中國政府的談判「失去信心」，並召集西藏流亡組織思考策略。他也推動與漢族民眾的交流，並表示希望能夠經常進行。2010年5月21日在紐約訪問期間，他便應中國作家王力雄的邀請，透過Twitter平臺回答9個問題──這些問題是中國網友在Google匯問提出，經投票支持選出。2011年3月10日，他則呼籲境內外的藏族與漢族民眾友好相處。

#### 退出政務

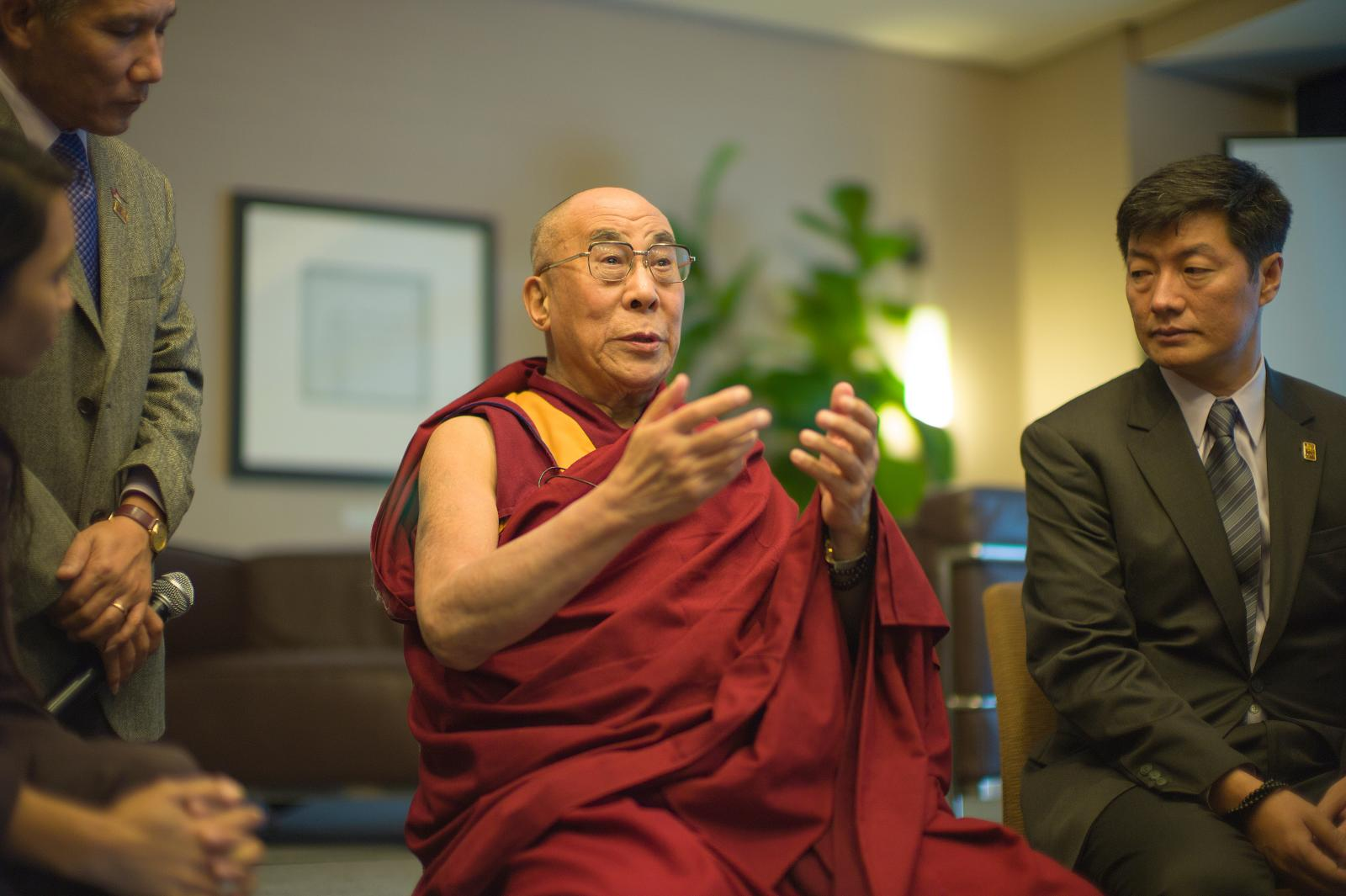
2012年10月14日，丹增嘉措與首任西藏司政洛桑森格訪問波士頓

2011年3月14日，為了推行民主制度，丹增嘉措致函給第14屆西藏流亡議會全體議員，宣布決定轉移職務權力，不再擔任藏人行政中央的「領導人職責」，並交由人民民主選舉產生的藏人行政中央領導人來承擔所有政治權責，完全從流亡政府中退休。隨後的西藏《流亡藏人憲章》修正案中，將達賴喇嘛改為「西藏人民的守護者和保護者，象徵西藏人的身分和團結」，結束長期的政教領袖傳統。2012年1月7日，《印度時報》表示孟買西部警方得到消息，有6名中國間諜從西藏自治區進入印度，計劃暗殺流亡印度的丹增嘉措，警方為此加強安全保護。而在這之後，丹增嘉措則減少碰觸包括西藏前途、海外藏族未來、藏族行政中心運作等政治議題。
對於當時頻繁發生的藏區自焚事件，最初丹增嘉措並不表示反對，也曾帶頭舉行「特殊法會」絕食1日、以示聲援。但在3月10日，在接受來自美國的4家漢語網路媒體採訪時，他表示自己仍然十分困惑，因為不知道怎樣界定錯誤，而無法回應正確與否。同年，由於12月10日是獲得諾貝爾和平獎的紀念日，國際社會密集規劃一系列聲援西藏獨立運動的活動；同時還把2013年列為「西藏獨立國際年」，試圖讓西藏議題成為國際論壇上最重要的話題之一。而隨著習近平成為中國共產黨中央委員會總書記，藏人行政中央曾期待與中國改善關係，但後來他認為習近平遭遇黨內強硬派阻礙。
2017年7月14日，由於中國諾貝爾和平獎得主劉曉波在監禁期間逝世，他發表相關的聲明。2018年2月，德國汽車公司戴姆勒的梅賽德斯-賓士在Instagram官方帳號的汽車廣告標語，因引用其英語名言「從不同角度審視境遇，你的視野會更廣闊」，結果被中國網際網路用戶批評，最終被迫道歉。4月，他表示根據「可靠來源」，其承認的更登確吉尼瑪仍然活著，並接受正常教育。同時還補充說，在藏傳佛教傳統，亦可以有轉世靈童超過一人的例子，希望另一位班禪額爾德尼能在好的教師底下學習。

## 對外互動

### 國際交流

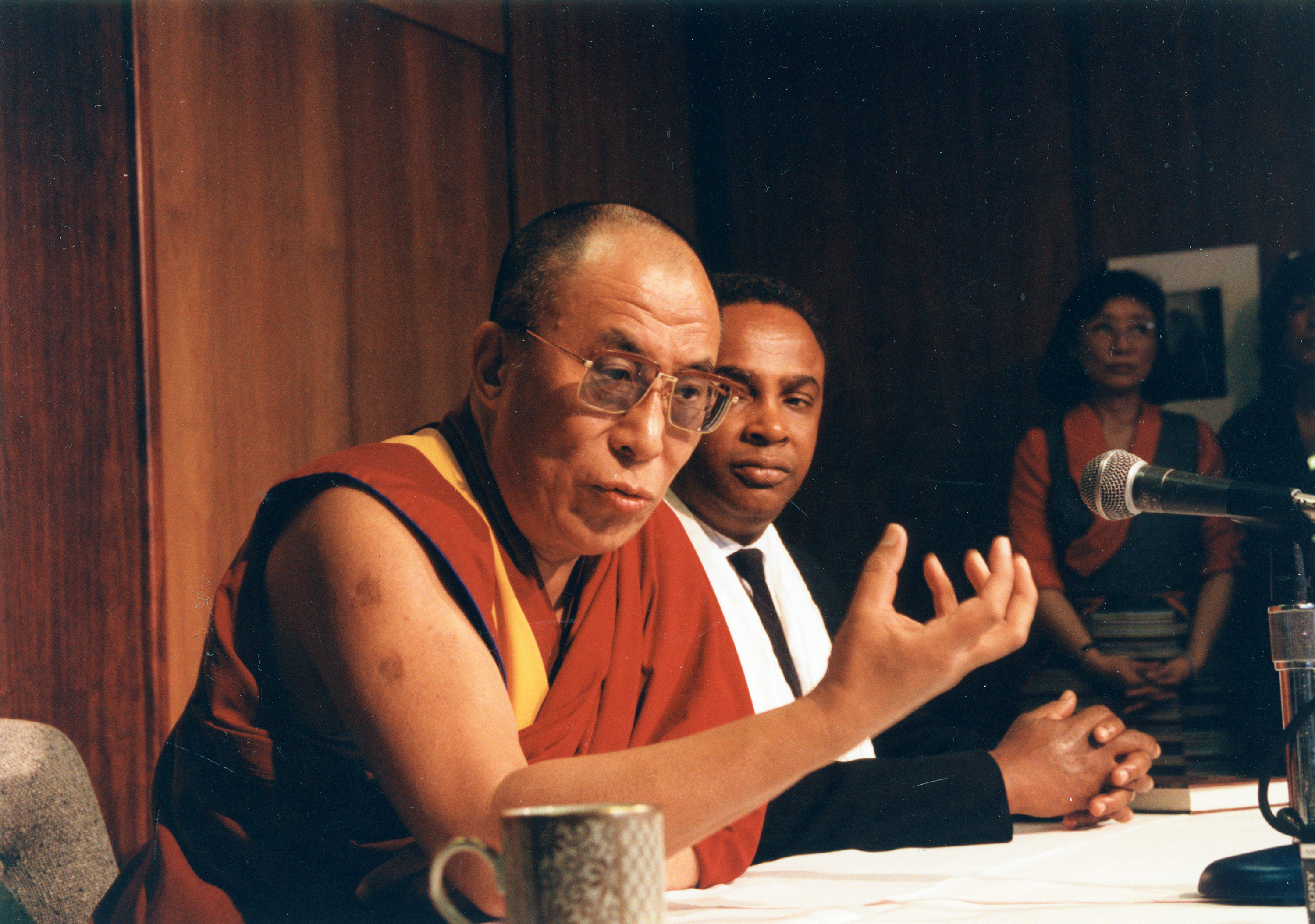
1993年，丹增嘉措與西雅圖西雅圖市長諾姆·賴斯會面

1988年，丹增嘉措在英國倫敦發表「藏傳佛教路徑調查」講座。1993年，他在聯合國世界人權大會發表題為「人權與普遍責任」的講話。1996年，應英國佛教組織邀請，他再次訪問倫敦教導四諦。1999年，雖然遭到中國的批評，他仍訪問以色列。2000年，卻因受到中國影響，韓國政府拒絕其訪問。而在8月23日至8月30日，聯合國邀請1,000多名世界宗教領袖舉行「世界和平高峰會」，但是他並未被邀請。2001年，他訪問臺灣臺北市，與中華民國總統陳水扁會面。2005年，俄羅斯政府則撤銷其卡爾梅克共和國的訪問邀請。2006年5月30日，他參加在歐洲聯盟布魯塞爾總部舉行的宗教領袖會議，主旨為基本權利和相互尊重。
2008年3月21日，美國眾議院議長南希·裴洛西與9位議員訪問達蘭薩拉，與他舉行會談。對於同年發生的騷亂，裴洛西等人表示支持其提出的建立國際調查小組，及與中國恢復直接對話。4月，他在美國華盛頓州華盛頓大學、密西根州密西根大學、紐約州柯蓋德大學發表演講。4月21日，他與美國副國務卿寶拉·多布里安斯基會面，公開表示自己「需要美國的幫助」，美國則回應正關切西藏問題，且再次表示希望雙方對話的立場。7月，他在賓夕法尼亞州理海大學進行一系列公開教學講座。
2009年，他在中度颱風莫拉克襲擊後訪問臺灣，但被30位臺灣原住民族抗議者譴責出於政治目的。2012年2月18日，美國總統巴拉克·歐巴馬與其舉行會議，隔日收到過去遺失多年的富蘭克林·德拉諾·羅斯福信件。2012年起，他與緬甸諾貝爾和平獎得主翁山蘇姬兩次會面，敦促後者解決羅興亞穆斯林困境，但遭拒絕。2013年4月和5月，丹增嘉措公開譴責緬甸佛教僧侶對穆斯林的攻擊。2015年，歐巴馬在全國祈禱早餐會上發表歡迎丹增嘉措的演講，但同時激怒中國和印度。5月，他再次公開呼籲翁山蘇姬採取行動幫助羅興亞人。

### 宗教互動

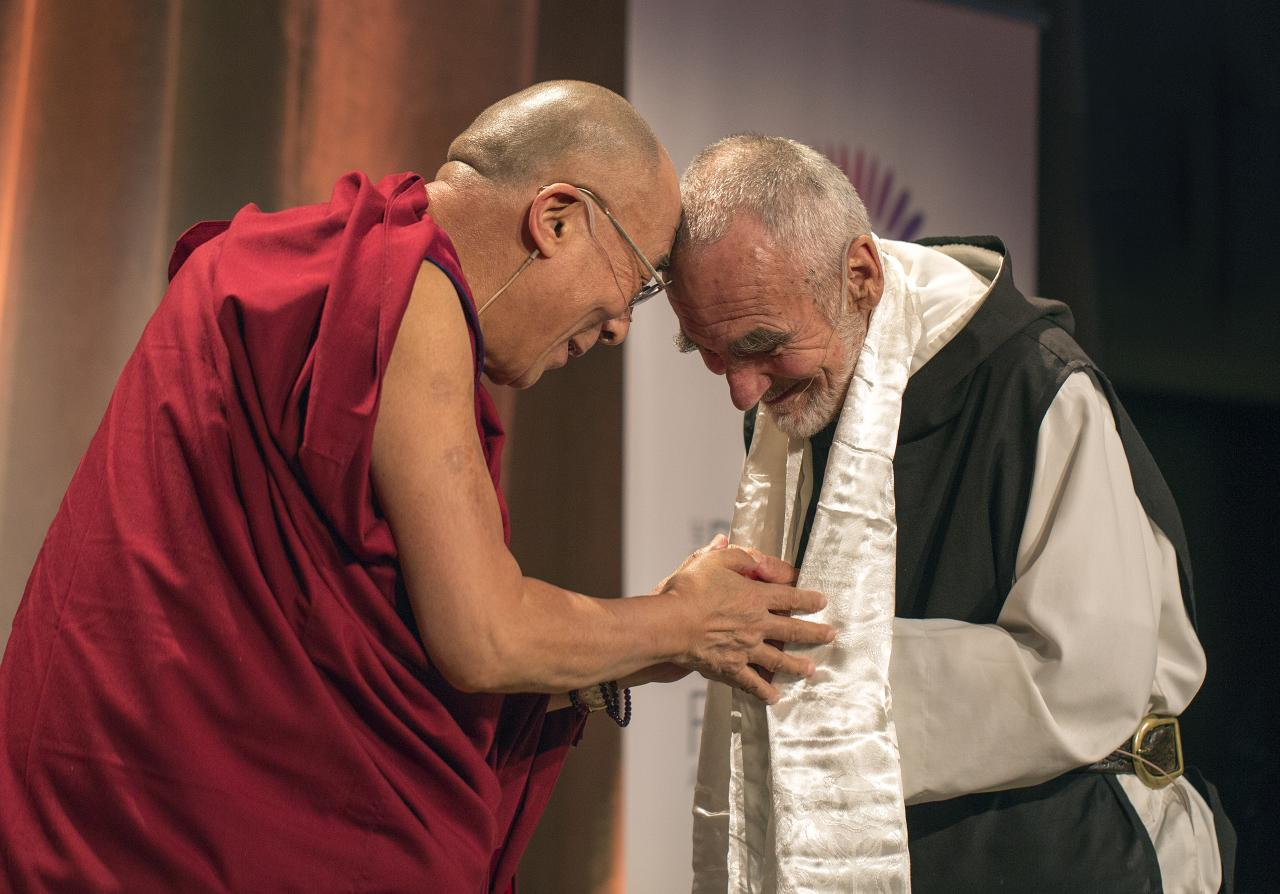
2012年，丹增嘉措與基督教人士會面，由克里斯多福·米歇爾拍攝

1990年，丹增嘉措在達蘭薩拉會見猶太教教師組成的代表團，參加廣泛的跨信仰對話。2005年7月6日，莫斯科及全俄羅斯牧首阿列克謝二世慶祝其70歲生日，表示「高度珍視」俄羅斯正教會和藏傳佛教及信徒們良好的關係，祝願藏傳佛教在未來取得進一步發展。2007年11月26日，他參加在印度阿姆利則舉行的世界宗教領袖會議第三次會議，討論主題為愛與寬恕。但在12月，羅馬教廷取消與教宗本篤十六世的會晤。2008年11月，他與東京都善光寺寺務總長若麻績信昭會面，後者曾以關心西藏問題為由，「拒絕」作為夏季奧林匹克運動會火炬接力的起點。
2009年1月26日，在莫雷里·巴普主持下，他參與在古吉拉特邦馬胡瓦舉行的宗教對話「世界宗教：對話與交響樂」。2010年5月2日，在與約旦王子賈濟·本·穆罕默德經過幾年的計劃討論，他和一群菁英學者共同在美國印第安納州布盧明頓正式啟動共同基礎計劃，以《伊斯蘭教和佛教的共同點》為基礎。2011年4月29日，為了悼念東日本大震災，他在東京都文京區護國寺舉行特別追悼會。2014年4月8日，他參加宮城縣仙台市宮城縣民會館的「東日本大震災及核電廠事故受災者」的神道復興祈願慰靈會，為已故者祈願。12月12日，他提出會見教宗方濟各的要求，但遭到拒絕。
另外在1996年5月，為了形成更具「包容性」的教義，他接續第十三世達賴喇嘛政策，公開宣布禁止格魯派崇拜爭議的「多傑雄登」，認為該做法造成許多負面影響。多傑雄登信徒在2008年和2014年舉行示威活動，使宗教派別的爭議引發西方國家注意。日本新興宗教奧姆真理教也曾以佈施名義，捐贈1億日圓給他。1989年，當奧姆真理教向東京都取得宗教法人資格時，他曾向東京都提交支持奧姆真理教的推薦信。《週刊朝日》的報導也指出，念佛宗三寶山無量壽寺曾向其佈施捐贈2億日圓。

### 科學討論

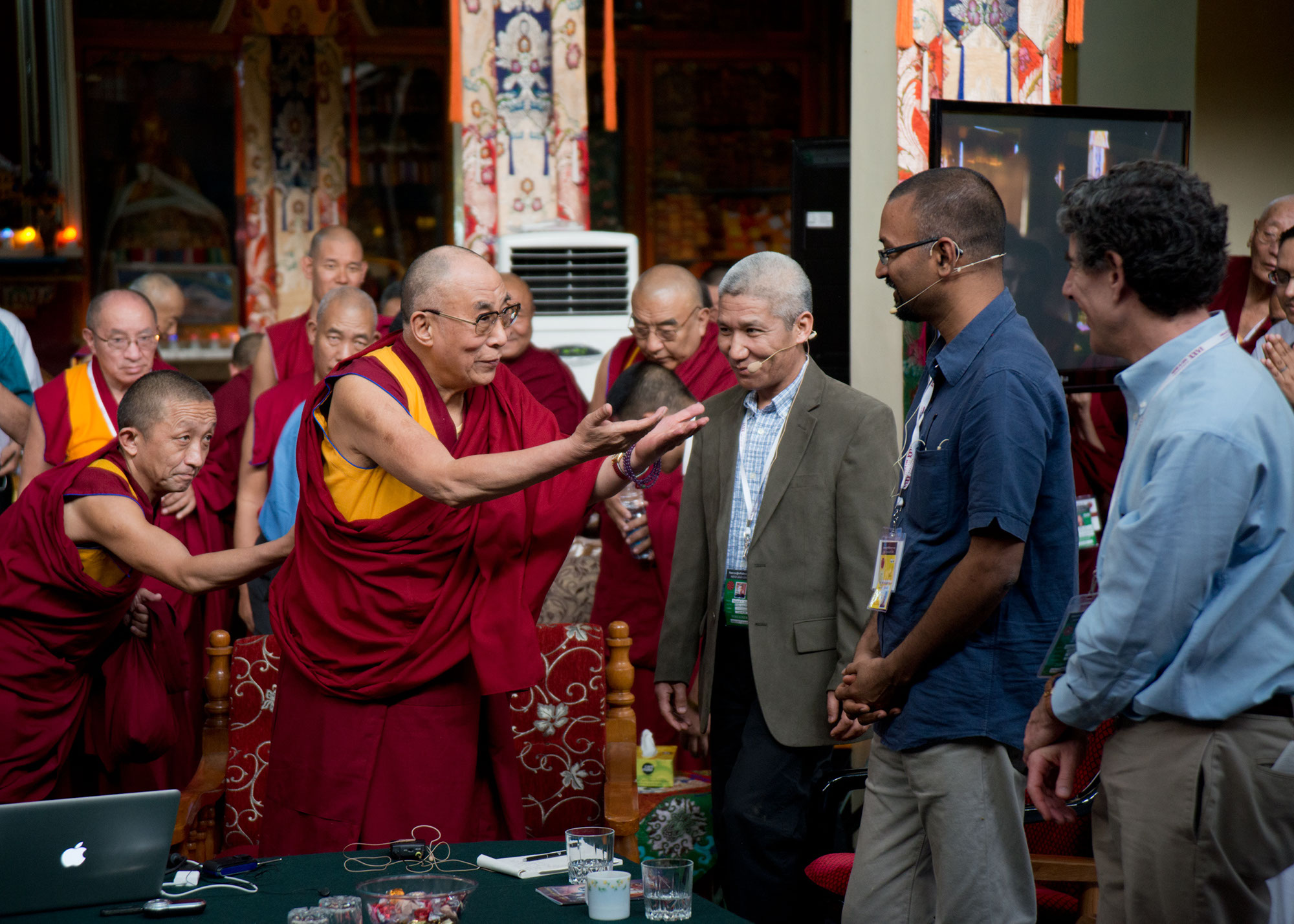
2013年1月，丹增嘉措與拉傑什·卡斯托勒岡、理查德·戴維森、特普騰·詹帕參與在達蘭薩拉舉辦的心靈與生命研究所會議

1973年，丹增嘉措第一次訪問西方，參觀劍橋大學的天文觀測臺。由於希望展開佛教和科學間的對話，他接受許多科學會議的參與邀請。1983年，他與神經科學家弗朗西斯科·瓦雷拉在阿爾卑巴赫國際會議見面，兩人討論意識研究，就「科學和宗教的對話」有共同關心的基礎。同年，美國公益創業家R·亞當·英格得知其對科學相當有興趣，開始希望投入部分精力組織。1984年，英格向丹增曲傑提出意見，表示只要其願意全面參與，就願意為他組織對話活動。
過了兩天，丹增曲傑回覆英格說，丹增嘉措是對參與「實質性科學活動」有興趣，後者著手進行計劃。瓦雷拉得知英格計劃後，也以電話聯繫，告訴對方先前曾與丹增嘉措的會面、並為計劃提供意見，最後有5位科學家和1位哲學家參與。1987年，丹增嘉措、英格和瓦雷拉共同在達蘭薩拉舉行首次認知科學的「心靈與生命」對話，為期7天。這次活動的成功讓丹增嘉措告訴英格要繼續舉辦，開始安排第二次與加利福尼亞州神經科學家進行對話。
而第一次對話討論也經編輯出版，成為「心靈與生命」首本著作《揭開心智的奧祕》。1990年，因應對話會談持續舉辦，英格在美國成立非營利組織「心靈與生命研究所」，主要工作為研究神經科學、及出版與科學家的對話，合作或贊助者有約翰·霍普金斯大學醫學院、喬治城大學醫學中心等。直到2017年，丹增嘉措與200多位來自世界各地的科學家，共舉行31次對話，主題有意識性質、生命科學、宇宙學、天體物理學、量子力學、認知神經科學、大腦神經可塑性等。

## 思想主張

### 藏傳佛教

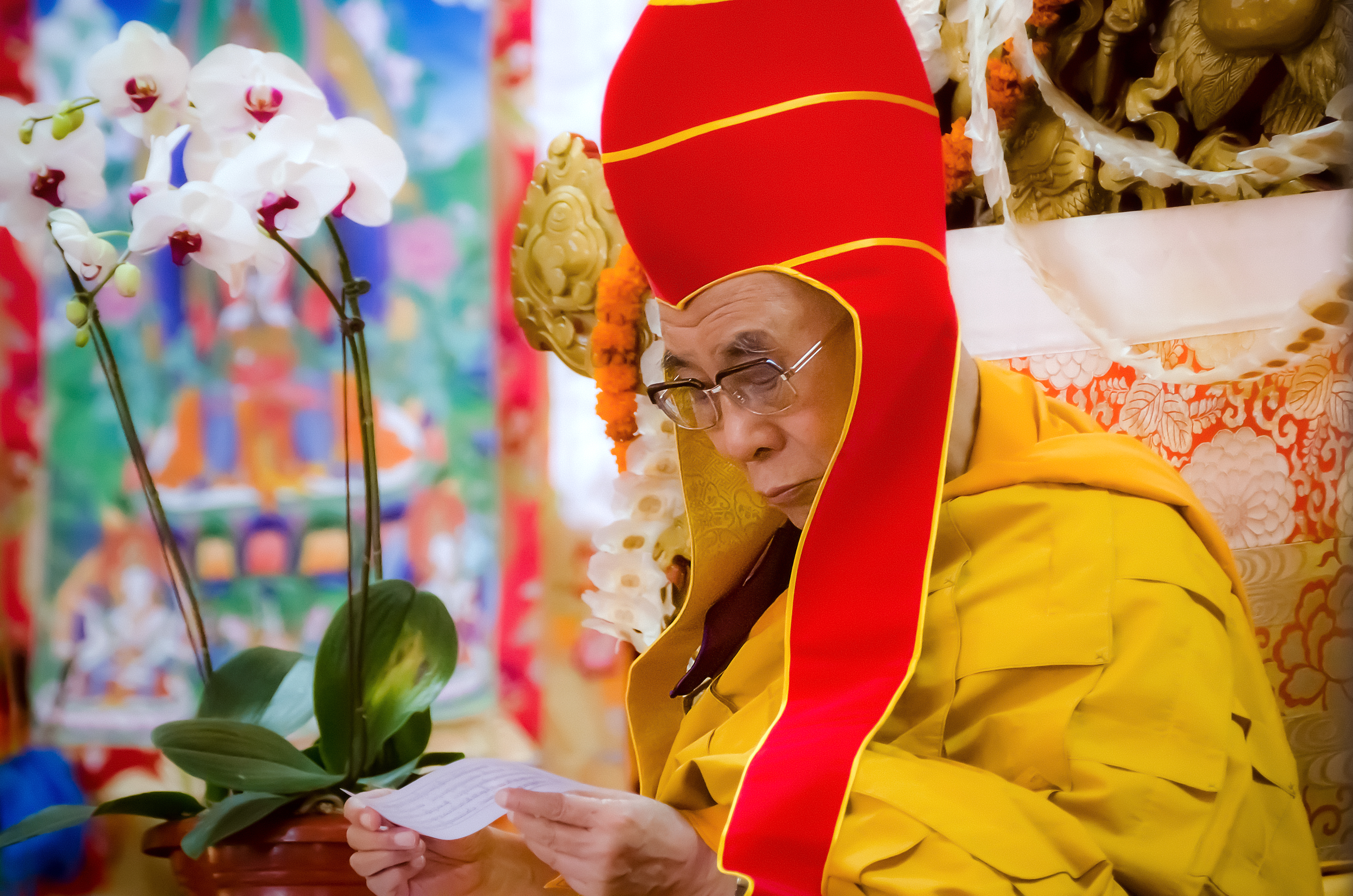
曾經是宗薩欽哲確吉羅卓弟子的索甲仁波切認為，丹增嘉措在藏傳佛教所有宗派的各個領域中都是權威人士，也因此對其表示敬意

根據丹增嘉措的說法，丹增嘉措在西藏有多位高級與初級親教師，包括熱振活佛、塔湯仁波切、林仁波切、赤絳仁波切等。除了遵從格魯派教義，他還遵循宗薩欽哲確吉羅卓在20世紀上半葉宣揚的超宗派的利美運動的精神，從其直門弟子繼承寧瑪派和噶舉派教誨。由於從事許多跨越宗派的活動，他成為不同宗派的流亡藏族的連結，基於政治觀點承認其地位、並團結在底下。也因此，其在流亡後獲得全體藏族尊崇的政治、宗教領袖地位，意涵與先前的達賴喇嘛有所不同。
他經常以經典的佛教文本傳授教義和評論，並聲稱自己是那爛陀寺傳統17位大師的追隨者，包括龍樹、蓮花戒、寂天、阿底峽、聖天等人。基於許多印度重要學者曾前往西藏傳授佛教、且藏傳佛教仰賴17位那爛陀寺大師的經文，他認為「藏傳佛教」的宗教基礎，能追溯到那爛陀寺的佛教傳統上──「印度是上師，西藏是其弟子」。他還曾為此創作祈禱詩。
他積極向全世界傳播印度非暴力和宗教和諧的觀點，稱呼自己是「印度古老思想的使者」，並強調慈悲、包容等世俗倫理的重要性。他認為釋迦牟尼總是教導有關寬恕、寬容和慈悲，呼籲釋迦牟尼佛的追隨者在心靈出現「攻擊、殺害」等情感時，要記住佛教的信仰。其也會對特定主題發表意見，例如他曾在《大圓滿》提到寧瑪派的實踐。2013年4月，他在北愛爾蘭德里的「慈悲文化」活動上，則強調心靈健康的重要性。
另一方面，他曾說自己如果不是僧人，可能會成為工程師。透過心靈與生命研究所舉辦的對話，他長期研究佛教和科學間的關係，並指出佛教和科學的重要共同點，是將觀察和分析經驗作為證明基礎，以該方法挑戰教義。他持有現代科學優於宗教的觀點，認為佛教徒需要認真對待科學，更改錯誤的佛教思想。相對地，他認為，對於格魯派護法神多傑雄天的信仰，是不正確的，並且會損害師徒關係，甚至導致上師的壽命縮短。不過其反對多傑雄天信仰等的立場爭議，也引起一部分格魯派人士反對，導致該派出現兩極分化的情況。

### 馬克思主義
丹增嘉措稱呼自己是「馬克思主義者」、或「半個馬克思主義者」，並表達對資本主義的批評。最早在小時候，他曾因蒙古人民共和國摧毀宗教信仰，而第一次聽到「共產主義」。在訪問北京市時，他從翻譯平措汪傑那裡學到馬克思主義理論。隨後就被共產主義吸引，其非常贊成自給自足和財富平等分配的概念，甚至曾表態希望「成為」中國共產黨黨員。他認為馬克思主義的「平等分配」具有「道德倫理」，而資本主義只關心「如何賺錢」。
也因此，他宣稱自己是「半個馬克思信徒，半個佛教徒」，支持卡爾·馬克思反對剝削、關心貧窮的無產階級的理念。他認為蘇聯、中國和越南等共產主義國家並未「真正實行」馬克思主義的原則和政策，且「更關心」自己狹隘的國家利益，而不是國際工人的利益。他還指出，「馬克思主義政權」的缺陷是過於強調摧毀統治階級，忽視同情心；蘇聯的失敗並非馬克思主義的失敗，而是集權主義的失敗。相對地，他確信有可能把佛法和純粹的馬克思主義綜合，並證明是一種有效的施政方式。
而針對個別人物的評論，他把毛澤東視為「革命的偉大指導者」，從後者身上學習到許多東西。後來在日本進行演講時，曾表示毛澤東有向其提過：西藏的雪山獅子旗應被保護，並和中華人民共和國國旗「一起飄揚」。他還與後來的國務院副總理習仲勳有著親密的友誼，曾贈送習仲勳一塊手錶。但相對地，他对國務院總理周恩來第一印象是「大騙子」，认为他充满了魅力、笑容和欺骗。他還認為習仲勳之子習近平，後來的中共總書記，認真想解決腐敗和貧困差距等問題。

### 藏區自治
對於西藏前途問題，丹增嘉措明確表示不尋求西藏獨立，而是主張西藏應在中國範圍內，實現「大西藏地區高度自治」；他認為把西藏留在中國境內，有利於自己的經濟發展。其主張整個受西藏文化影響的地區，應轉化為「阿喜姆沙」，這涵蓋東部的康區和安多地區。該範圍包括現在的西藏自治區和青海省地區，及新疆維吾爾自治區、甘肅省、四川省、雲南省部分地區，面積達240萬平方公里（約佔中國總面積的四分之一）。
他認為西藏與中國應保持「聯盟關係」。中國的中央政府負責西藏的外交和國防政策，而內政、經濟、文化、社會制度由藏族人民自行決定處理，西藏政府亦能在非政治領域設立外交辦事處自治。其主張西藏要成為民主的自治政體，西藏政府的行政首長由全民普選產生，政府所在地則設在拉薩。他還認為可以先讓中國在西藏保留少數防衛性軍事設施，經區域性和平會議來確定西藏成為非軍事區。
同時還要求尊重西藏人民的「基本人權、民主和自由」，而西藏政府要加入《世界人權宣言》。他指控中國政府在西藏展開「文化滅絕」，並批評青藏鐵路是第二次入侵。他呼籲中國政府必須停止嚴重威脅藏族生存的移民政策，中國内地移民應回歸内地。但雖然不同意定居的漢族成為當地絕大多數，他否認有遷徙漢族的計劃。他還認為中國應恢復、保護西藏自然環境，儘管中國政府亦限制濫伐西藏森林，但他表示貪汙可能造成法律遭忽視。他還主張不應利用西藏製造核武器和儲存放射性廢料，西藏政府也應禁止核武器的製造、試驗和儲存。
同時他敦促中國政府和西藏就未來地位方案、及人民關係等問題，進行「真正的談判和磋商」。對於中國政府拒絕其入境，其除了多次強調沒有要把西藏從中國分離出來的觀點外，他表示在中國政府同意沒有先決條件下，希望自己能返回西藏。2010年9月20日，他表示有信心持中華人民共和國護照重返西藏。

### 政治議題

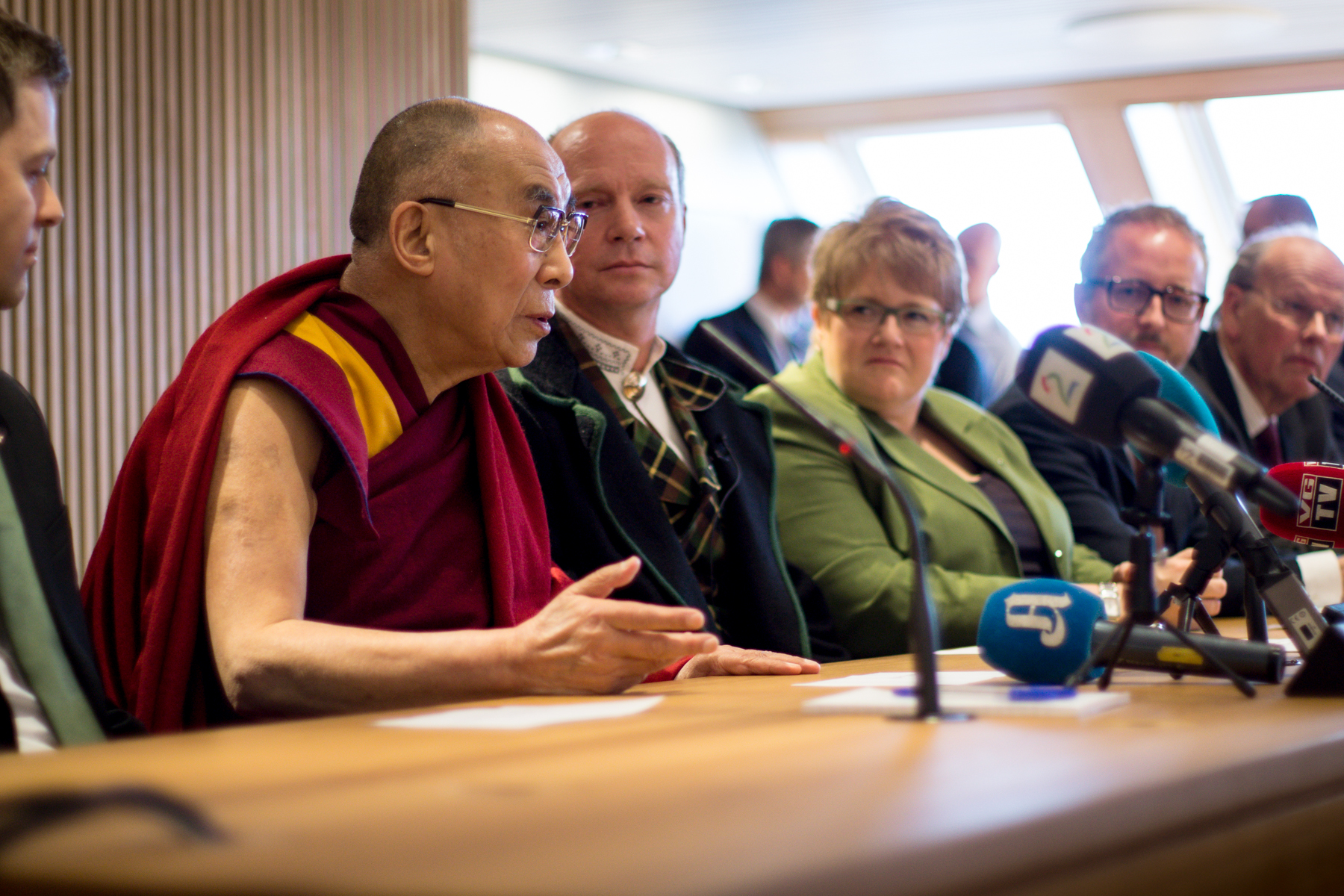
2014年5月8日，丹增嘉措訪問挪威奧斯陸

丹增嘉措反對所有的戰爭，認為這是過時的辦法。他表示由於20世紀的衝突，數百萬人在暴力中喪生、許多國家的經濟也遭破壞，他希望「21世紀成為寬容和對話的世紀」。他反對使用和貯存大規模殺傷性武器，在1998年還支持中國的禁止任何核武器的呼籲。不過在2001年，他回答一位學校女學生提出的正當防衛問題，表示用槍射擊「試圖殺死自己」的人是合理的，但強調不應造成致命傷。他還堅持民主制度，並認為民主在印度根植，並支持建立聯合國議會大會運動。
2008年6月4日，他首次依西藏和英國代表在1914年簽訂的《西姆拉條約》，承認麥克馬洪線的有效性，表示認為中國宣稱擁有主權的藏南達旺地區是印度的部分領土。曾有媒體質疑其將釣魚臺列嶼稱做「尖閣諸島」，但美聯社重新聽取記者會錄音後，表示僅用「那些島嶼」指中國與日本兩國具爭議的島嶼，而未使用「尖閣諸島」稱謂。2016年，他向德國記者表示「太多」難民到歐洲尋求庇護，但「歐洲（例如德國）不能成為阿拉伯國家」，且因人數過多導致「實踐」出現困難。2018年，他在瑞典第三大城市馬爾摩的會議上發表講話，認為「歐洲屬於歐洲人」，且應向難民表明「他們最終應回去發展自己的國家」。
他還關注環境問題，並發表相關的演講。他認為「生態應該成為日常生活的一部分」，也指出亞洲許多河流源於西藏，而喜馬拉雅山脈冰河融化會影響這些河流流經的國家。2005年起，他參與國際野生動物保護運動，包括呼籲拒絕穿著虎皮、豹皮衣服；但基於非暴力原則，也曾批評鯨魚保護組織海洋守護者協會的活動。在2009年聯合國氣候變化大會舉行前夕，他敦促各國政府擱置國內壓力，採取集體行動應對氣候變遷。

### 社會議題

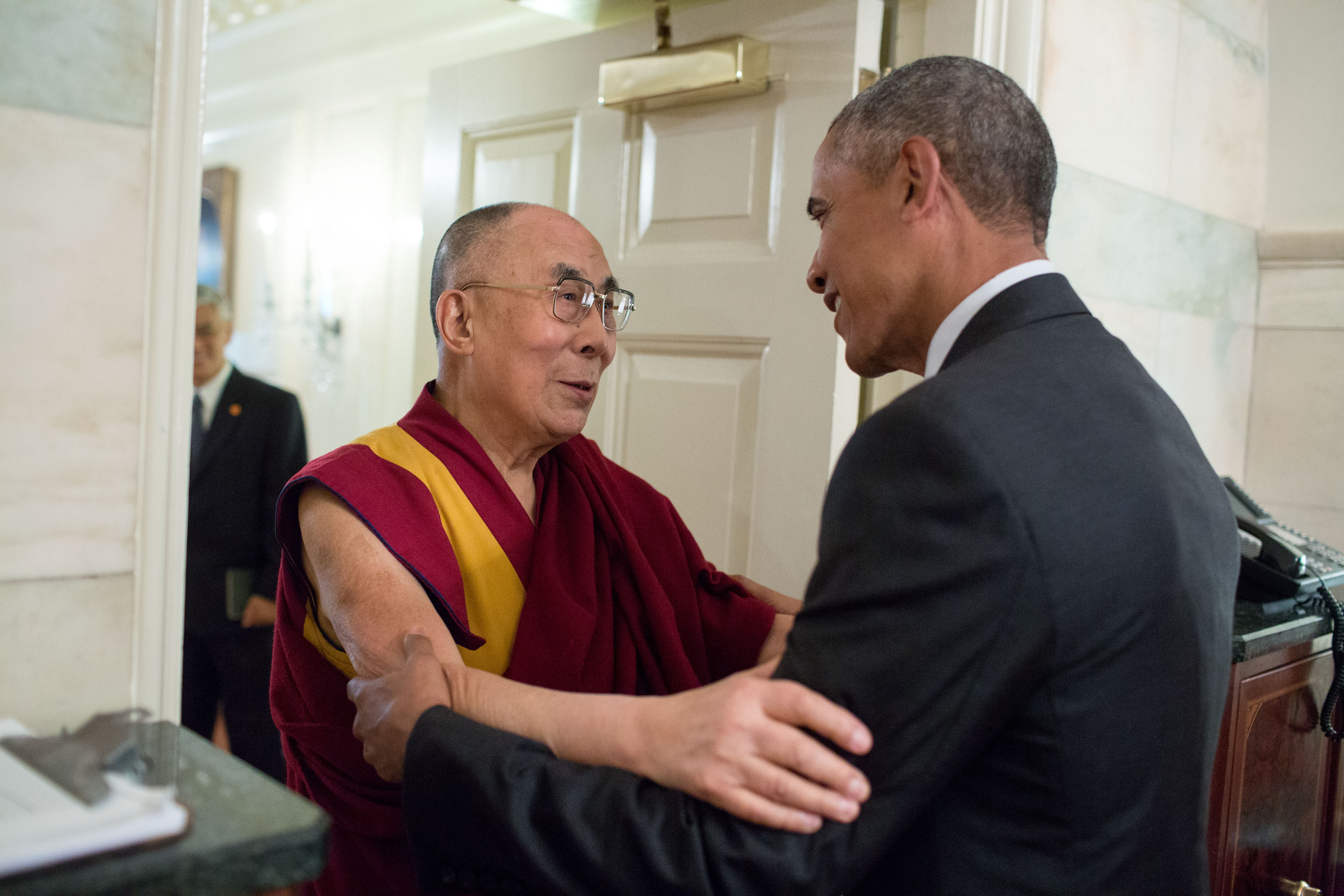
2016年6月15日，丹增嘉措與美國總統巴拉克·歐巴馬在白宮地圖室會面

丹增嘉措曾表示性愛帶來短暫的滿足，但隨後將造成麻煩，而貞潔提供「更好的生活」和「更多獨立自由」。他警告，通姦對夫妻生活中會出現問題，甚至導致自殺或謀殺，亦表示所有宗教對通姦都有相同看法。在1996年出版的《超越教條》一書中，則描述傳統佛教對合適性行為的定義。當討論傳統佛教有關性行為的觀點時，他認為在佛教教義中，口交、手交、肛交（異性戀和同性戀）對佛教徒來說都不能接受。在接受加拿大廣播公司採訪時，也曾回應佛教中的同性戀是「不端性行為」（sexual misconduct）。
但他仍關注有關「對同性戀、雙性戀和跨性別暴力與歧視」的報導，並敦促「尊重、寬容和充分承認」所有人的人權。在1994年接受《Out》採訪時，他表示從社會的角度，雙方自願同意、不會傷害他人的性行為，在倫理上都可以接受，且社會應對同性戀、雙性戀、跨性別等，持有接受、寬容和尊重的態度。1997年，他坦承不知道過往教義的基礎，願意考慮某些教義可能是具體針對「特定文化和歷史背景」的可能性。
2009年，他在曼非斯國家民權博物館表示，基於女性的「生理特徵和生育撫養孩子的能力」，女性本質上更富同情心；並引用護士與母親的工作，呼籲女性領導和創造「更富有同情心的世界」。2014年，在參加孟買塔塔社會科學研究大學高等教育世俗倫理課程典禮時，則表示女性對他人的痛苦更敏感，其領導可能更有效，因此「男性應該要退後、女性要向前邁進」。在墮胎問題的立場上，他曾向《紐約時報》解釋，從佛教徒的戒律觀點來看，墮胎是謀殺行為；但也澄清要根據具體狀況決定，認為在「未出生的孩子發展遲緩，或者分娩會給父母造成嚴重問題」等某些情況下，墮胎可以被道德接受。

## 人物生活

### 個人生活

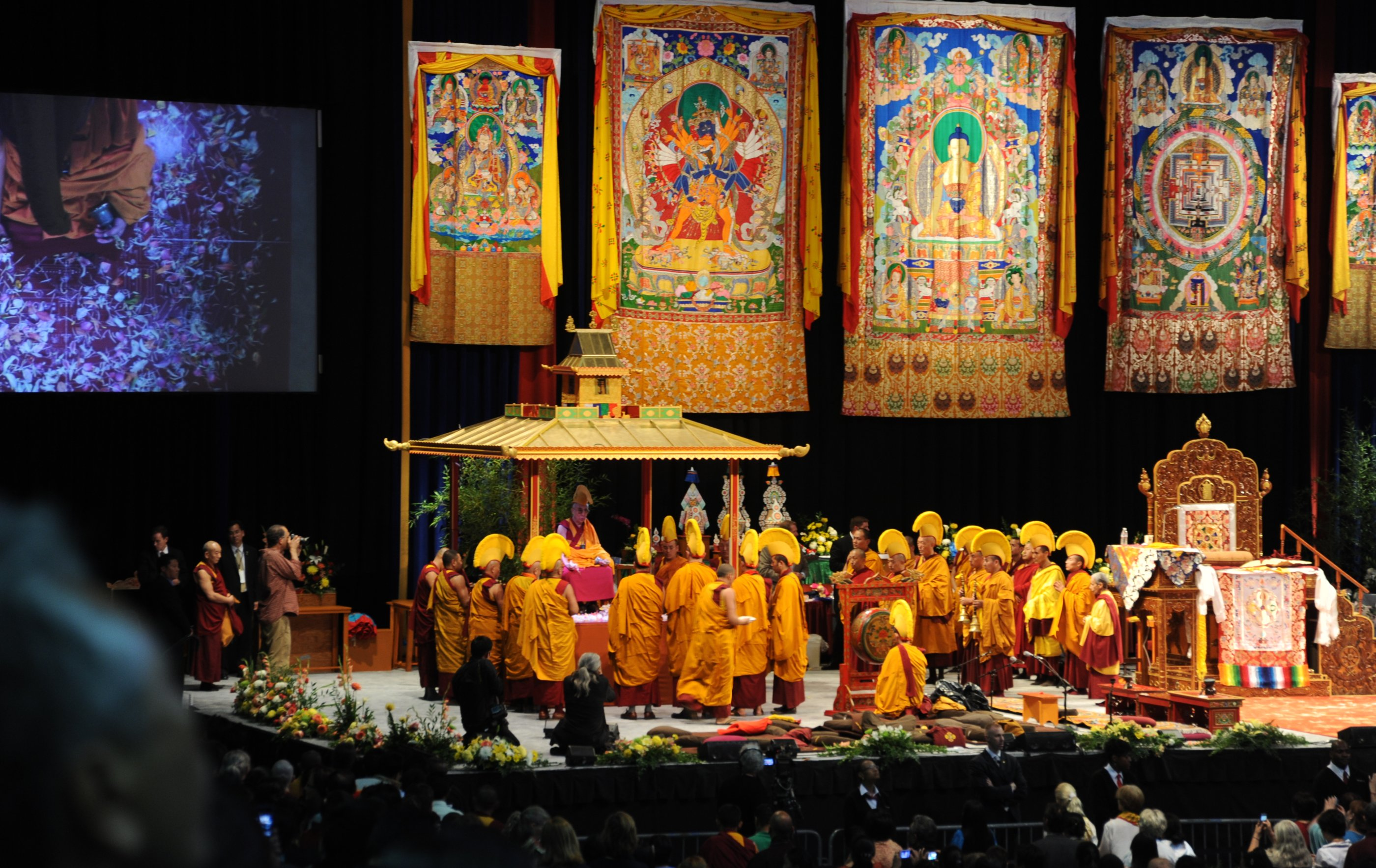
2011年，丹增嘉措及許多僧侶共同在美國首都華盛頓哥倫比亞特區第一資本體育館舉行的時輪金剛灌頂法會，背景為噶瑪巴的唐卡

丹增嘉措常表示自己「只不過是一個比丘」。他會使用各種冥想技巧，包括分析冥想等；其曾說過，冥想的目的在於「保持非常充分的警覺和正念狀態，然後試圖看到自身意識的自然狀態」。他提倡人們改變對動物的看法，鼓勵所有人採納素食主義，引起公眾注意。不過他表示自己是「藏族僧侶」，並非「素食主義者」。而為了環境保護，他習慣沐浴而不泡澡，及離開房間時關燈。對於自己健康狀況，他還會慢跑、並以九節佛風呼吸大法養身，還曾預言自己的生命會活到113歲。
他曾經說過，其母語是「一點點的漢語方言──西寧話」，而家族不會講安多藏語。另外他還會講英語。實際上在童年時代，大約有十名歐洲人住在拉薩，洛桑三旦曾引薦奧地利登山家海因里希·哈勒與他會面。兩人成為長期的朋友，直到哈勒在2006年逝世。而除了與英國國王查爾斯三世有長年交流，他還與許多著名的科學家有長期的友誼，包括卡爾·波普爾、戴維·玻姆、卡爾·馮·魏茨澤克等。
在印度達蘭薩拉、藏族定居點寺廟等地方，他會舉行許多教學、講座等公眾活動；為了向公眾傳授佛教，每年也會應邀到世界各地舉辦公開講座。其最著名的教學為時輪金剛灌頂法會，主要教授困難的佛教教義，通常有數千名聽眾參與。直至2017年為止，他總共舉辦時輪金剛灌頂法會共34次，除了在印度舉行外，也曾在紐約、洛杉磯、華盛頓哥倫比亞特區、巴塞隆納、格拉茲、雪梨、多倫多等地傳授。
其中在印度，這類教學絕大部分是免費參與。不過海外的講座通常要以門票支付相關費用，多餘的收入則根據判斷分配。另外從1950年代晚期到1974年，丹增嘉措每年獲得美國中央情報局的18萬美元資助。儘管這些補貼資金是支付給其個人，不過他將多數用於資助藏人行政中央的活動，包括在日內瓦和紐約設置辦事處、及國際遊說等。

### 轉世規劃
達賴喇嘛轉世傳承的世系最早源於15世紀，在藏傳佛教中享有崇高的威望；當歷任每位達賴喇嘛圓寂後，西藏高僧們都會尋訪轉世靈童，並舉行坐床等系列儀式。但經歷第十一世班禪額爾德尼爭議後，丹增嘉措逝世後的後繼者問題受到關注。而早在2007年，他便表示如果女性更有表現機會的話，並不排除下一世達賴喇嘛可能以「女性身分」轉世。而在9月1日，中國國家宗教事務局提出的《藏傳佛教活佛轉世管理辦法》施行，規範活佛轉世必須經過政府的許可。對此，他曾表示擔心中國政府採操縱所有轉世靈童的做法，來選擇符合政治目的的繼任者。
2011年9月24日，其就轉世問題發表聲明，表示在到了第一世達賴喇嘛年齡時，將諮詢各宗派的大喇嘛、藏族民眾和相關信眾，檢討並決定是否延續達賴喇嘛的轉世傳承。同時，他要求堅決不承認由任何政治權威選出的達賴喇嘛轉世靈童。他認為轉世及認證是轉世者自己的因緣，非經他人強制或壓迫的情況下產生；而政治領導以權力干涉轉世認證「極為不妥」，尤其是達賴喇嘛和班禪額爾德尼的轉世。2011年10月3日，在接受加拿大電視公司新聞網採訪時，他表示儘管中國法律禁止轉世，但自己的轉世完全取決於自己、而非他人，因此會選擇轉世、或是成為最後的達賴喇嘛，這也不是「政治問題」。
在2014年9月接受德國媒體《週日世界報》採訪，他則表示近5個世紀的達賴喇嘛制度「已達到目的」，隨著當前第十四世達賴喇嘛非常受到歡迎，他希望能由受歡迎的達賴喇嘛結束轉世。但對於其多次提出「轉世制度終結」的說法，中國政府表示以個人言論否定達賴喇嘛世系傳承，是對藏傳佛教和達賴喇嘛世系的背叛。2015年，在接受英國廣播公司採訪時，他再度表示可能是由女性轉世，並表示「該名女性必須具有吸引力」。2017年，對於中國「強硬派」宣稱要自行決定達賴喇嘛，他認為該想法是很大的傷害，並且是愚蠢的行為。

## 争议与丑闻

### 性别歧视
2010年当记者询问丹增加措是否会出现女性达赖喇嘛时，丹增加措回应道“如果她是个丑陋的女性，那么她将不会很有吸引力，不是吗？”
2019年，再次谈到女性达赖喇嘛的话题，丹增加措称女性达赖喇嘛应当“好看”、“有吸引力”。
他的这番言论被指性别歧视、物化女性，并引起广泛批评。2019年，达赖办公室发表致歉声明表示这些言论只是“开玩笑”，并声称：“达赖喇嘛毕生都反对物化女性、支持性别平等”。

### 性骚扰男童争议
2023年2月，丹增嘉措出席印度北部公共活动时，被拍摄到询问一名印度男童“是否可以吸他的舌头”，并向男童吐舌头。
事发后，印度儿童权利组织以及众多社会活动家公开谴责丹增加措侵犯儿童权利的行为，此行为亦在国际互联网上招来强烈谴责，被批评“不正当”、“恶心”、“令人作呕”。
2023年4月10日，达赖办公室发致歉声明称：对事件表示遗憾，并且向男童和家人以及全球范围内因此事受伤的人致歉。 藏人行政中央司政边巴次仁表示，这次事件中男童及其家人并未受到伤害，事件升级是由親中勢力作为幕后推手，以达到败坏丹增加措形象的目的。边巴次仁称丹增加措才是真正“无辜的祖父般的受害者”。有西藏人指外間的批評實為源自於誤解及無視西藏傳統文化；在西藏傳統文化中，伸舌頭是代表尊重、互相問候的意思，儀式可追溯至9世紀的吐蕃帝國。各地流亡藏人举行游行，抗议西方媒体及中共媒体的曲解。不過胡錫進稱藏族根本沒有吸舌習俗，吸舌爭議與吐舌習俗兩者風馬牛不相及。HAQ儿童权利组织表示影片中达赖喇嘛举动跟任何文化表现无关，即使有關也不被人接受。
此事件进一步导致国际舆论对流亡政府活动人士的信仰和习俗的讨论，加州大学的学者则表示藏族文化中并不包括“吸吮舌头”这种礼节。 而藏学家羅伯特·瑟曼则称此行为无性含义，却被媒体以自己的文化视角解读，系出自“radical innocence”。英國每日郵報有評論認為，如果相關行為發生在教宗身上，教宗會馬上離職，對達賴喇嘛的行為沈默是可恥的。今日印度有評論指有權勢的男人對兒童作出侵犯行為是沒有任何藉口的，達賴喇嘛的相關行為令人困擾。有南非政黨呼籲印度政府以性侵兒童罪名逮捕達賴喇嘛。

### 性骚扰女星争议
2016年丹增嘉措与美国著名歌星Lady Gaga参加活动，影片中丹增嘉措曾盯着她的牛仔裤破洞看，并伸手反复摸她的腿，直至Lady Gaga伸手阻止才停止。有些舆论指责丹增嘉措行为不当，并认为他在性騷擾方面“不是初犯”；有些则认为他只是在开玩笑。丹增嘉措方面未进行任何回应。

## 影響

### 公眾形象
丹增嘉措大多以宗教家的角度，透過藏傳佛教學理來解釋各種議題。而除了有大量著作外，他在Twitter、Facebook、Instagram、Google+上都有自己的頁面，其教學、面談、對話、小組討論會、公開講座等影片亦會透過網站的網路廣播。他支持成立達賴喇嘛的相關基金會，強化全世界的道德與和平力量。在其主導下，西藏藏傳佛教寺院和學術機構也展開科學教育運動，而達賴喇嘛信託基金會亦提供數百萬美元資助大學相關計劃。他還以普世主義的價值觀聞名，是以利亞宗教交流協會世界宗教領袖會議的成員。
而除了中國以外，他被世界各國視為西藏政治和宗教的象徵人物。雖然藏人行政中央並沒有任何領土或國家承認，流亡中的丹增嘉措被視為組織領導人，對全世界藏族有精神和政治領袖地位的影響力。他試圖動員國際社會支持西藏活動，結合國際上對藏族的同情、及西方反華態度，讓西藏問題具有國際知名度。除了成功贏得許多政府領導人同情西藏問題，也獲得西方許多關心藏傳佛教的著名人士支持，甚至獲得諾貝爾和平獎。《時代雜誌》將其列為「甘地的孩子」，是非暴力精神的繼承人。
早在1991年，他便曾出現在電視劇《紅矮星號》影集《熔毁》中，彼得·耶羅還曾為其給受虐兒童的箴言「永不放棄」（Never Give Up）創作歌曲。這位宣誓不使用暴力的達賴喇嘛，許多電影也描繪「1950年代以前的西藏田園生活，並由一位面帶微笑、話語溫柔的達賴喇嘛執掌」，最著名的電影有1997年上映的《達賴的一生》和《火線大逃亡》。2015年，日本推出講述其真實面貌、藏傳佛教和西藏問題的紀錄片《第十四世達賴喇嘛》，由光石富士朗擔任導演、柄本佑擔任旁白。2017年3月5日，他在HBO晚間娛樂節目《上周今夜秀》接受節目主持人約翰·奧利佛採訪，主題為西藏主權、自焚以及轉世計劃。
不過丹增嘉措也收到批評性的評價，《世界報》曾發表宗教研究學者維克多·特里蒙蒂的文章，認為藏傳佛教本身並不溫和，而有許多暴力的例子。徐明旭等華人學者也曾批評他在1990年向西方媒體的宣傳，使用中國共產黨讓「藏族走向滅絕」、及種族屠殺等用詞，實際上是「誇大」指責和說謊，而有750萬名漢人移民西藏的說法也被質疑。此外，美國藏學家譚·戈倫夫表示：「達賴喇嘛一直譴責中共在學校裡面用漢語上課，但是這話讓人聽起來感到虛偽，因為達賴喇嘛在他自己的印度流亡藏人學校裡用的是英語。」

### 中國反應
中國對於達賴的指責，主要是針對政治方面，並集中在西藏政治與有關過去封建的舊宗教制度，因為藏傳佛教的宗教與政治領袖流亡，中國政府認定丹增嘉措鼓吹、從事讓西藏從中國獨立的運動，破壞藏傳佛教內部的團結和戒律；而他在1959年發動叛國的反革命武裝叛亂，在逃亡海外後，組織非法流亡政府、公佈偽憲法、及支持印度反動派侵略，背離中國和西藏人民。同時中國指責他背棄前幾世達賴喇嘛的愛國傳統、踐踏宗教教義，依靠西方反華勢力成為帝國主義和外國反動派的工具；同時針對舊西藏當時的迷信宗教案件進行批判，另外，指責他四處利用「宗教領袖」稱號奔走遊說，散佈各種謊言欺騙國際輿論、甚至愚弄信徒的宗教感情。當前的中國政府和官方媒體，都把其提出的「大西藏地區高度自治」主張，認定為實質上把「西藏獨立運動」由「一步到位」變成「分兩步走」，依然是從中國獨立的分裂意圖。中國媒體《人民日報》等還曾譴責他與印度關係親密，指出其在2009年稱呼自己為「印度之子」，及在2010年於古吉拉特邦舉行的國際佛教會議提到「外型上是一名藏人，而從精神上是一名印度人」，批評他自認是印度人、而非中國人，沒有資格「代表所有的藏人說話」。《人民日報》還強調漢傳佛教對藏傳佛教的作用，及指責他「出賣藏南地區」。
同時中國政府認為部分西方人士基於需要，才把他奉為神明，並賦予「和平使者」、「人權衛士」稱號。中國政府也反對其他國家的政治人物與丹增嘉措會晤，有時還會針對相關國家採取報復行動。根據一項針對他和領導人會晤的國家進行的研究，指出該國家平均2年內對中國的出口貿易會下降8.1%，而有「達賴喇嘛效應」這詞彙。關於描繪其故事的電影，中國政府也譴責內容違背歷史。在中國國內的社交媒体討論相關話題時，會受到限制和控制。

### 獎項榮譽

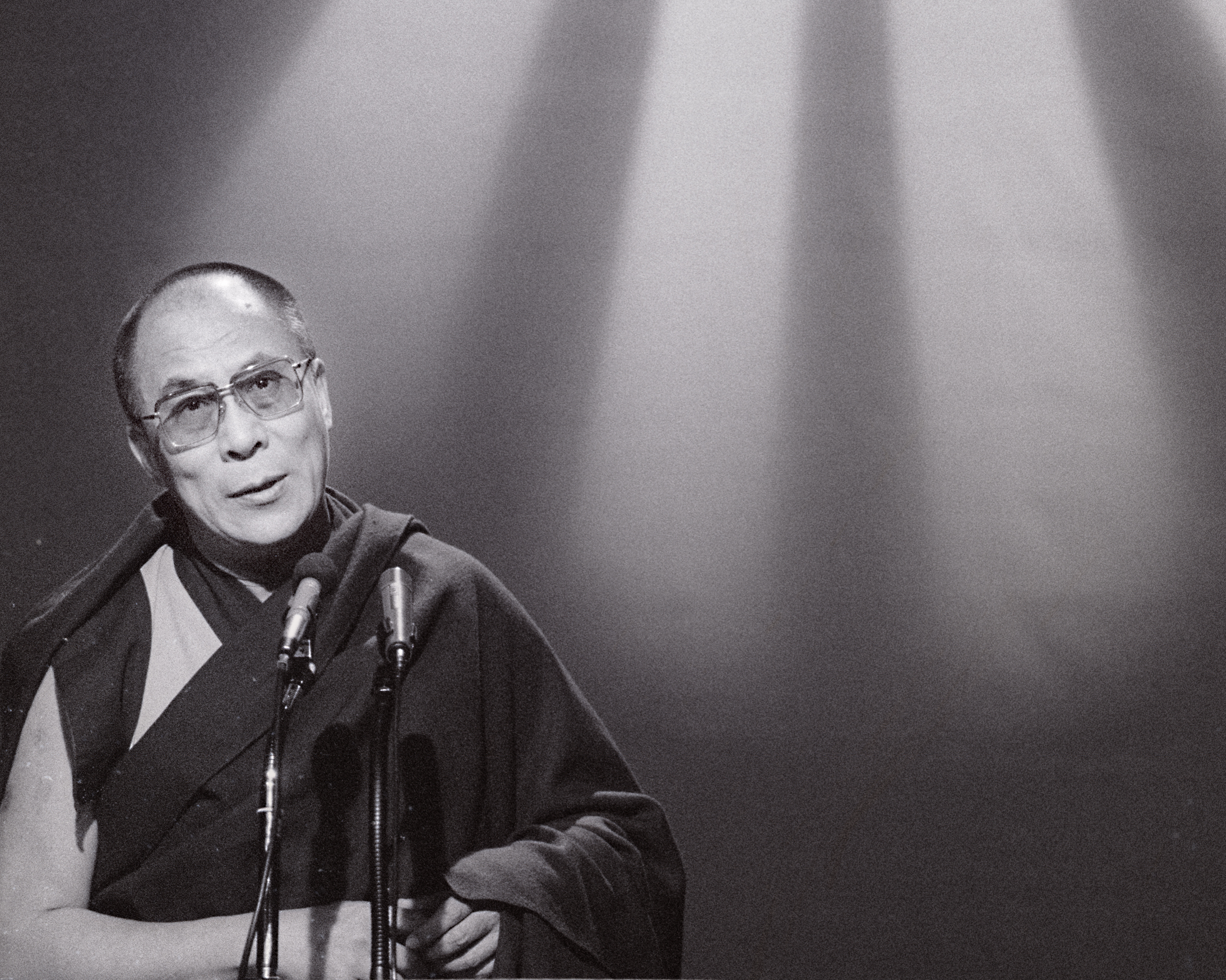
1989年，丹增嘉措前往挪威訪問，獲得該年度的諾貝爾和平獎

丹增嘉措曾獲得許多獎項。早在1959年，他獲得拉蒙·麥格塞塞獎社區領袖獎。1989年，在天安門廣場發生六四事件後，挪威諾貝爾委員會授予諾貝爾和平獎，表彰其解放西藏的鬥爭和爭取和平解決的努力，另一部分則是為了紀念聖雄甘地。也因為他被中國共產黨視為「分裂主義者」，挪威諾貝爾委員會希望透過頒獎對中共施加壓力，後者則認為是對國內事務的嚴重干預。在獲獎演說中，他感謝為世界和平行動的人，批評中共對西藏文明的摧毀、及對民主運動的武力鎮壓，並希望繼續使用非暴力手段及與中國對話。
1994年，他獲得羅斯福研究所的自由勳章。2006年9月6日，加拿大國會授予加拿大榮譽公民，先前被授予者有南非總統納爾遜·曼德拉。同年，他獲得紐約州立大學水牛城分校榮譽博士學位。2007年，他成為埃默里大學總統榮譽教授，是其首次接受大學任命。10月17日，在裴洛西發揮重要影響力下，獲得美國國會眾議院頒發國會金質獎章，這是美國國會授予的最高平民榮譽，美國總統喬治·沃克·布希亦出席頒獎儀式。在頒獎典禮的演講中，他表示西藏將在中國尋求「高度自治」，而非尋求獨立。中國對此則提出強烈反對，批評會對中美關係有重大影響。
2008年4月21日，巴黎市長貝特朗·德拉諾埃決定授予丹增嘉措「榮譽市民」稱號。5月30日，在巴黎市政府明確表態要接待其來訪，多個法國華人團體感到憤怒，聯合致信給德拉諾埃反對。2009年2月，他成為羅馬和威尼斯的榮譽市民，波蘭華沙市議會也在5月28日授予華沙榮譽市民。10月6日，裴洛西頒發蘭托斯人權獎。2012年，他獲得鄧普頓獎，後來把大部分獎金捐給印度慈善機構救助兒童會。2014年3月，他獲得瑪卡萊斯特學院頒發榮譽人文學博士學位。2018年，他獲得麗澤大學榮譽博士學位。

## 命名事物
2021年6月2日，布達佩斯市長卡拉松尼·蓋爾蓋伊宣布，為抗議中國復旦大學在匈牙利布達佩斯設立分校，決定將校區附近其中一條街道改以「達賴喇嘛道」（Dalai Láma út），其餘三條為「光復香港道」（Szabad Hongkong út）、「謝仕光主教道」（Hszie Si-kuang püspök út）、和「維吾爾烈士徑」（Ujgur Mártírok útja）。

## 主要著作
- 《流亡中的自在（英语：Freedom in Exile）》（1991年）
- 《教學的要素》（1995年）
- 《西藏的佛教世界（英语：The World of Tibetan Buddhism）》（1995年）
- 《快樂的藝術（英语：The Art of Happiness）》（1998年）
- 《佛教的力量（英语：The Power of Buddhism）》 （1999年）
- 《新千禧年的倫理（英语：Ancient Wisdom, Modern World）》 （1999年）
- 《大圓滿（法语：Dzogchen : L'essence du cœur de la Grande Perfection）》（2000年）
- 《一顆開放的心（英语：An Open Heart (book)）》 （2001年）
- 《單一原子中的宇宙（英语：The Universe in a Single Atom）》 （2005年）
- 《達賴喇嘛教你認識自己（英语：How to See Yourself as You Really Are）》 （2006年）
- 《達賴喇嘛的心靈之旅（英语：My Spiritual Autobiography）》 （2009年）
- 《超越生命的幸福之道（英语：Beyond Religion: Ethics for a Whole World）》 （2011年）
- 《最後一次相遇，我們只談喜悅（英语：The Book of Joy）》 （2016年）
- 《为无声者发声（英语：Voice_for_the_Voiceless_(book)）》 （2025年）[481][482]

## 外部連結
- 官方网站（中文）
- 官方网站（英文）
- 第十四世达赖喇嘛的X（前Twitter）（英文）
- 第十四世达赖喇嘛的Facebook專頁（繁體中文）
- 第十四世达赖喇嘛的Facebook專頁（英文）
- 第十四世达赖喇嘛的Instagram帳戶（英文）
- YouTube上的第十四世達賴喇嘛頻道 （页面存档备份，存于）（英文）
- 藏人行政中央官方中文網 （页面存档备份，存于）（简体中文）
- 西藏流亡政府 （页面存档备份，存于）（英文）
- 心智與生命研究所 （页面存档备份，存于）（英文）
- 藏传佛教网络广播 （页面存档备份，存于）（英文）
- 西藏人权与民主中心 （页面存档备份，存于）（英文）

| 第十四世达赖喇嘛 達賴喇嘛出生于：1935年7月6日 | 第十四世达赖喇嘛 達賴喇嘛出生于：1935年7月6日                                      | 第十四世达赖喇嘛 達賴喇嘛出生于：1935年7月6日 |
| 佛教頭銜                                      | 佛教頭銜                                                                           | 佛教頭銜                                      |
| --------------------------------------------- | ---------------------------------------------------------------------------------- | --------------------------------------------- |
| 前任： 圖登嘉措                               | 達賴喇嘛 1935年至今 1937年認定·1940年坐床                                          | 現任                                          |
| 官衔                                          |                                                                                    |                                               |
| 前任： 達扎·阿旺松繞圖多旦巴傑增 （攝政）     | 西藏君主 1950年－1959年 1951年納入中華人民共和國                                   | 遭到撤銷                                      |
| 新頭銜                                        | 西藏自治區籌備委員會主任委員 1956年－1964年 1959年－1964年由第十世班禪額爾德尼代理 | 繼任： 阿沛·阿旺晉美 （代理）                 |
| 新頭銜                                        | 全國人民代表大會常務委員會副委員長 1954年－1959年                                  | 繼任： 阿沛·阿旺晉美                          |
| 新頭銜                                        | 藏人行政中央元首 1959年－2012年                                                    | 繼任： 洛桑森格 西藏司政                      |
| 奖项与成就                                    |                                                                                    |                                               |
| 前任： 聯合國維持和平部隊                     | 諾貝爾和平獎得主 1989年                                                            | 繼任： 米哈伊爾·戈巴契夫                      |